# Liste der Straßen und Plätze in Oerlinghausen

Wappen der Stadt Oerlinghausen

Die Liste der Straßen und Plätze in Oerlinghausen beschreibt das Straßensystem in der Stadt Oerlinghausen mit den entsprechenden historischen Bezügen. Sie erhebt keinen Anspruch auf Vollständigkeit.

## Stadtgliederung
Gemäß der Hauptsatzung der Stadt Oerlinghausen gliedert sich die Stadt in die drei Ortsteile Oerlinghausen, Helpup und Lipperreihe. Daneben wird gewöhnlich zwischen weiteren Stadtteilen unterschieden: Bei Währentrup, Mackenbruch und Wellentrup handelt es sich um eine historische Untergliederung des Ortsteils Helpup. Mit Südstadt wird allgemein eine Großsiedlung im Süden des Ortsteils Oerlinghausen bezeichnet, die in den 1960er-Jahren erbaut wurde. Eine Besonderheit in der Südstadt stellt die sogenannte Conle-Siedlung dar. Sie wurde ehemals für britische Soldaten und ihre Familien errichtet. Nach ihrem Abzug 1995 wurden die Gebäude in Mietwohnungen umgewandelt. Die Stadtmitte wird auch mit Alt-Oerlinghausen bezeichnet und der Ortsteil Oerlinghausen Kernstadt genannt.
Die folgende Tabelle zeigt die Fläche und die Bevölkerungszahlen der Ortsteile. Auffallend ist dabei, dass der namensgebende Ortsteil Oerlinghausen der flächenmäßig kleinste ist:
| Bevölkerungszahlen und Fläche der Stadtteile 1 | Bevölkerungszahlen und Fläche der Stadtteile 1 | Bevölkerungszahlen und Fläche der Stadtteile 1 | Bevölkerungszahlen und Fläche der Stadtteile 1 | Bevölkerungszahlen und Fläche der Stadtteile 1 |
| Ortsteil                                       | Fläche                                         | Einwohner                                      | Ortsteile der Stadt Oerlinghausen              |                                                |
| ---------------------------------------------- | ---------------------------------------------- | ---------------------------------------------- | ---------------------------------------------- | ---------------------------------------------- |
| Oerlinghausen                                  | 9,20 km²                                       | 10.975                                         | Ortsteile von Oerlinghausen                    |                                                |
| Helpup                                         | 13,46 km²                                      | 4.789                                          | Ortsteile von Oerlinghausen                    |                                                |
| Lipperreihe                                    | 10,04 km²                                      | 3.362                                          | Ortsteile von Oerlinghausen                    |                                                |
| Gesamt                                         | 32,7 km²                                       | 19.126                                         | Ortsteile von Oerlinghausen                    |                                                |

## Übersicht über die Straßen und Plätze in Oerlinghausen
Die nachfolgende Liste gibt eine Übersicht über die Straßen und Plätze in Oerlinghausen, sowie einige zusätzliche Informationen. Im Einzelnen sind dies:
- Name: Aktuelle Bezeichnung der Straße oder des Platzes.
- Länge/Maße in Metern aus Straßenweb.de
- Namensherkunft: Ursprung oder Bezug des Namens.
- Lage/Anmerkungen: Lage der Straße in OpenStreetMap, sowie Angabe des Anfangs- und Endpunkts bei Straßen. Weitere Informationen bezüglich anliegender Institutionen, der Geschichte der Straße, historischer Bezeichnungen, Baudenkmale usw.
- Bild: Foto der Straße oder eines anliegenden Objekts.

| Name                        | Länge/Maße (in Metern) | Namensherkunft | Datum der Benennung | Lage/Anmerkungen | Bild                        |
| --------------------------- | ---------------------- | --- | ------------------- | --- | --------------------------- |
| Ackerweg                    | 0150                   | Ein Acker ist ein landwirtschaftlich genutzter Boden. Der Name erinnert an die frühere Nutzung dieser Fläche vor der Bebauung. |                     | Ackerweg bei OpenStreetMap Die Wohnstraße liegt im Ortsteil Helpup und zweigt als Stichstraße in südlicher Richtung von der Straße Osterheide ab. Im weiteren Verlauf bildet sie mehrere Seitenstraßen gleichen Namens. | Ackerweg                    |
| Adolf-Sültemeier-Straße     | 0570                   | Benannt nach dem früheren Grundbesitzer, Landwirt Adolf Sültemeier. Im Jahr 1958 erwarb die Stadt unter Stadtdirektor Heinrich Kindsgrab Teile des Sültemeierschen Hofes, auf dem die Südstadt errichtet wurde. | um 1960             | Adolf-Sültemeier-Straße bei OpenStreetMap Die Wohn- und Geschäftsstraße in der Südstadt beginnt am Stukenbrocker Weg, führt zunächst nach Nordosten, dann im Bogen nach Südosten und mündet in den Kirchweg. | Adolf-Sültemeier-Straße     |
| Agnes-Miegel-Weg            | 0425                   | Agnes Miegel (1879–1964), deutsche Schriftstellerin, Journalistin und Balladendichterin. |                     | Agnes-Miegel-Weg bei OpenStreetMap Die Wohnstraße befindet sich in der Südstadt, zweigt in südlicher Richtung von der Florence-Nightingale-Straße ab und endet als Sackgasse. | Agnes-Miegel-Weg            |
| Ahornweg                    | 0124                   | Der Name stammt von der Pflanzengattung Ahorne. |                     | Ahornweg bei OpenStreetMap Die Wohnstraße im Ortsteil Helpup liegt im Querriegel (Flurname) und zweigt als Stichstraße in westlicher Richtung von der Eichenstraße ab. | Ahornweg                    |
| Akazienkamp                 | 038                    | Der Name stammt von der Pflanzengattung Akazien; Kamp bedeutet im Lippischen Plattdeutsch umzäunte Viehweide. |                     | Akazienkamp bei OpenStreetMap Kurze Stichstraße in der Südstadt, die von der Straße An der Bleiche nach Südwesten abzweigt. Zwei Fußwege führen weiter zur Adolf-Sültemeier-Straße. | Akazienkamp                 |
| Albert-Schweitzer-Straße    | 0684                   | Albert Schweitzer (1875–1965), deutsch-französischer Arzt, Theologe, Philosoph und Pazifist. |                     | Albert-Schweitzer-Straße bei OpenStreetMap Die Wohnstraße in der Südstadt zweigt vom Stukenbrocker Weg nach Nordosten ab, passiert die Südstadtschule, führt im Bogen nach Südosten und endet am Parkplatz des Dietrich-Bonhoeffer-Hauses. Ein Fußweg führt weiter zur Heinrich-Kindsgrab-Straße und zum Dietrich-Bonhoeffer-Haus. Drei vom Stukenbrocker Weg parallel abzweigende Fußwege tragen den gleichen Namen. | Albert-Schweitzer-Straße    |
| Albrecht-Ober-Platz         | 075                    | Albrecht Ober war Vorsteher und Bürgermeister des ehemaligen Dorfs Währentrup. |                     | Albrecht-Ober-Platz bei OpenStreetMap Der Platz liegt im Ortsteil Helpup an der Einmündung der Bahnhofstraße in die Lagesche Straße gegenüber der Helpuper Kirche. | Albrecht-Ober-Platz         |
| Alte Holter Straße          | 0497                   | Benannt nach dem Ort Schloß-Holte. |                     | Alte Holter Straße bei OpenStreetMap Bildet ein Teilstück des alten Straßenverlaufs vor dem Ausbau der Holter Straße im Süden der Kernstadt. Die Wohnstraße in der südlichen Kernstadt zweigt von der neuen Holter Straße ab und begleitet diese bis zur Einmündung der Straße An der Bleiche. | Alte Holter Straße          |
| Alter Mühlenweg             | 0725                   | Der Weg zu einer ehemaligen Mühle im Tal der Schopke, auch Menkebach genannt. |                     | Alter Mühlenweg bei OpenStreetMap Unbefestigte Straße im Ortsteil Lipperreihe, die am östlichen Ende von der Schulstraße nach Norden abzweigt und später als Wanderweg bis zum Hellweg führt. | Alter Mühlenweg             |
| Am Barkhauser Berge         | 0728                   | Benannt nach dem Berg (292,6 m ü. NN) im Teutoburger Wald, an dessen westlichem Fuß die Straße verläuft. |                     | Am Barkhauser Berge bei OpenStreetMap Die Straße im Süden der Kernstadt beginnt am Parkplatz des Archäologischen Freilichtmuseums Oerlinghausen, führt am Eingang vorbei und verläuft zunächst in östlicher Richtung. Sie beschreibt danach einen weiten Bogen, führt oberhalb des Museums entlang nach Westen und endet als Sackgasse. Ein Wanderweg führt weiter zur Südstadt. | Am Barkhauser Berge         |
| Am Brachtsberge             | 0158                   | Namensgebend ist der Brachtsberg, an dessen Nordhang die Straße verläuft. |                     | Am Brachtsberge bei OpenStreetMap Liegt in der nördlichen Kernstadt und zweigt in westlicher Richtung als Stichstraße von der Steinbruchstraße ab. | Am Brachtsberge             |
| Am Brinkhof                 | 0419                   | Benannt nach einem ehemaligen Bauernhof an dieser Stelle. |                     | Am Brinkhof bei OpenStreetMap Die Wohnstraße im Ortsteil Lipperreihe beginnt an der Bachstraße und führt in westlicher Richtung. Danach verläuft sie im Rechteck und kehrt an den Ausgangspunkt zurück. | Am Brinkhof                 |
| Am Buchenbrink              | 0309                   | Der Name stammt von der Baumgattung Buchen. Mit Brink wird im Lippischen Plattdeutsch ein Hügel oder der dahin führende Weg bezeichnet. |                     | Am Buchenbrink bei OpenStreetMap Die Wohnstraße im Norden der Kernstadt besteht aus zwei parallel verlaufenden Straßen, die beide am Hangweg beginnen und am Ende durch eine Querstraße verbunden sind. | Am Buchenbrink              |
| Am Grund                    | 0217                   | Die Straße verläuft am Grund des Tals zwischen zwei Bergzügen des Teutoburger Waldes, dem Tönsberg im Norden und den Barkhauser Bergen im Süden. |                     | Am Grund bei OpenStreetMap Die Wohnstraße im Süden der Kernstadt beginnt am Forstweg, führt nach Nordwesten und endet als Sackgasse. | Am Grund                    |
| Am Holzkamp                 | 0125                   | Unter Holzkamp ist ein baumbestandenes, abgegrenztes Stück Land zu verstehen. |                     | Am Holzkamp bei OpenStreetMap Die Wohnstraße liegt im äußersten Norden des Ortsteils Helpup, beginnt an der Straße Am Sportplatz, führt nach Südwesten und endet als Sackgasse. Ein unbefestigter Weg führt weiter und mündet in die Straße Auf der Neustadt. | Am Holzkamp                 |
| Am Iberg                    | 0652                   | Der bewaldete Iberg (236,2 m ü. NN) gehört zur Nordkette des Teutoburger Waldes. |                     | Am Iberg bei OpenStreetMap Die einzige Zufahrt zu dieser Wohnstraße im Ortsteil Helpup erfolgt über die Währentruper Straße. Die Straße verläuft in west-östlicher Richtung am Fuße des Berges und endet als Sackgasse. Mehrere Stichstraßen gleichen Namens führen nach rechts und links. An der Südseite liegt der Wasserpark Währentrup. | Am Iberg                    |
| Am Kalderberg               | 0360                   | Benannt nach dem Berg, an dem die Straße verläuft |                     | Am Kalderberg bei OpenStreetMap Die Wohnstraße liegt in der Kernstadt, beginnt an der Detmolder Straße, führt danach südwärts steil bergan und mündet in die Hermannstraße. Am Kalderberg ist das Oerlinghauser Seniorenzentrum Müllerburg zu finden. | Am Kalderberg               |
| Am Kalkofen                 | 0630                   | Der Name stammt von dem benachbarten stillgelegten Kalksteinbruch, in dem früher zwei große Kalköfen zur Herstellung von Kalk für den Hausbau standen. |                     | Am Kalkofen bei OpenStreetMap An der Wohnstraße im Süden der Kernstadt liegt der Sportplatz Am Kalkofen und das Freibad Oerlinghausen. Sie beginnt an der Straße An der Bleiche, führt in nördlicher Richtung und endet am Parkplatz des Freibads und des Sportplatzes. Ein Fußweg führt weiter bis zum Triftweg. | Am Kalkofen                 |
| Am Kopphof                  | 0168                   | Benannt nach einem früheren Bauernhof an dieser Stelle. |                     | Am Kopphof bei OpenStreetMap In der von der Gartenstraße nach Westen abzweigenden Stichstraße im Ortsteil Helpup liegt das Oerlinghauser Hallenbad. | Am Kopphof                  |
| Am Kuffenbach               | 0110                   | Benannt nach dem Bach, den die Straße überquert. Heute heißt er allerdings Siekbach. |                     | Am Kuffenbach bei OpenStreetMap Die im Ortsteil Helpup liegende Wohnstraße zweigt von der Gartenstraße in westlicher Richtung ab und endet als Sackgasse. | Am Kuffenbach               |
| Am Lehmstich                | 0176                   | Der Name stammt von einem ehemaligen Lehmabbau am Südhang des Tönsberges. |                     | Am Lehmstich bei OpenStreetMap Die Wohnstraße in der Kernstadt beginnt am Welschenweg, führt nordwärts steil bergauf und endet als Sackgasse. | Am Lehmstich                |
| Am Mühlenteich              | 0201                   | Der Name stammt vom Teich am Ende der Straße, der zu einer ehemaligen Mühle gehörte. |                     | Am Mühlenteich bei OpenStreetMap Die unbefestigte Straße im Ortsteil Helpup zweigt als Sackgasse in nordwestlicher Richtung von der Währentruper Straße ab. | Am Mühlenteich              |
| Am Pferdekamp               | 0305                   | Kamp bedeutet im Lippischen Plattdeutsch umzäunte Viehweide, hier also ein Synonym für Pferdekoppel. |                     | Am Pferdekamp bei OpenStreetMap Die Wohnstraße im Süden der Kernstadt zweigt rechtwinklig vom Welschenweg ab, führt nach Süden und trifft auf eine Querstraße, die ebenfalls Pferdekamp heißt. | Am Pferdekamp               |
| Am Räkerhof                 | 0136                   | Am Ende der Straße befindet sich der namensgebende Räkerhof. |                     | Am Räkerhof bei OpenStreetMap Die Wohnstraße im Ortsteil Helpup zweigt in westlicher Richtung von der Bahnhofstraße ab und mündet am Ende nach links in die Gartenstraße. | Am Räkerhof                 |
| Am Schwarzen Teich          | 0256                   | Benannt nach einem ehemaligen Teich, der von einem Hofbesitzer namens Schwartz angelegt wurde. Das fragliche Gebiet trägt die Flurbezeichnung Im Schwartzen Teich. |                     | Am Schwarzen Teich bei OpenStreetMap Die Wohnstraße im Ortsteil Lipperreihe zweigt im spitzen Winkel von der Wellbachstraße ab und führt in östlicher Richtung bis zur Einmündung in die Straße Untere Reihe. Etwa in der Mitte gibt es eine Seitenstraße gleichen Namens. | Am Schwarzen Teich          |
| Am Sportplatz               | 0494                   | Benannt nach dem am Ende der Straße liegenden Sportplatz Helpup. |                     | Am Sportplatz bei OpenStreetMap Die Wohnstraße im äußersten Nordosten des Ortsteils Helpup führt von der Bahnhofstraße entlang der Bahngleise in östlicher Richtung bis zum namensgebenden Sportplatz. | Am Sportplatz               |
| Am Walde                    | 0215                   | Benannt nach dem Wald am Südhang des Ibergs. |                     | Am Walde bei OpenStreetMap Wohnstraße im Ortsteil Helpup, die von der Straße Am Iberg in nördlicher Richtung abzweigt und als Stichstraße am Südhang entlang verläuft. | Am Walde                    |
| Am Weberpark                | 0135                   | Der benachbarte Weberpark, benannt nach dem Fabrikanten Carl David Weber (1824–1907), ist Namensgeber dieser Straße. |                     | Am Weberpark bei OpenStreetMap Die Wohnstraße in der Kernstadt zweigt in südlicher Richtung von der Detmolder Straße ab und endet als Sackgasse. | Am Weberpark                |
| Am Widfeld                  | 0590                   | Benannt nach einem alten Flurnamen. |                     | Am Widfeld bei OpenStreetMap Die Wohnstraße in der südlichen Kernstadt beginnt an der Holter Straße, führt westwärts steil den Menkhauser Berg (253 m ü. NN) im Teutoburger Wald hinauf und endet dort als Sackgasse. Eine zweite Straße gleichen Namens zweigt nach Norden ab. | Am Widfeld                  |
| Ammernweg                   | 0                      | Benannt nach der Vogelfamilie der Ammern. |                     | Ammernweg bei OpenStreetMap Die Wohnstraße im Ortsteil Lipperreihe zweigt in westlicher Richtung als Sackgasse von der Bachstraße ab. | Ammernweg                   |
| Amselweg                    | 0                      | Der Name stammt von der Vogelart Amsel aus der Familie der Drosseln. |                     | Amselweg bei OpenStreetMap Die Wohnstraße im Ortsteil Lipperreihe beginnt am Kiefernweg und führt in weitem Bogen in südwestlicher Richtung zur selben Straße zurück. | Amselweg                    |
| Amtsstiege                  | 022                    | Benannt nach dem ehemaligen Amtshaus und den Amtmännern, die als Nachfolger des letzten Landvogts Hermann Adolf Bracht um 1770 in der damaligen Dorfschaft Oerlinghausen eingesetzt wurden. Heute ist das Amtshaus nach mehreren Umbauten ein Teil des Stadthotels. |                     | Amtsstiege bei OpenStreetMap Die Twete im Zentrum der Kernstadt führt vom Parkplatz Amtsgarten an der Hauptstraße über eine steinerne Treppe zur Hermannstraße. | Amtsstiege                  |
| An der Bleiche              | 0752                   | Gewaschene weiße Wäsche und Leinen wurde früher in der Sonne gebleicht, um unerwünschte Färbungen zu entfernen. |                     | An der Bleiche bei OpenStreetMap Die Wohnstraße in der Südstadt beginnt an der Holter Straße, führt in südöstlicher Richtung am Holzheizkraftwerk vorbei, biegt danach nach Südwesten ab und endet an der Einmündung der Helmstedter Straße. Ab hier wechselt sie den Namen und heißt nun Heinrich-Kindsgrab-Straße. Nördlich der Straße befand sich zur Zeit des Ersten Weltkriegs (1914–1918) ein Truppenübungsplatz, der von Schützengräben, Unterständen und Stacheldraht durchzogen war. Südlich davon lagen um 1937 die Flugzeughallen für den alten Segelflugplatz.                                                           | An der Bleiche              |
| An der Düne                 | 0102                   | Die Binnendünen in der Senne entstanden vor rund 11.000 Jahren am Ende der letzten Eiszeit. Die namensgebende Düne liegt unmittelbar nördlich am Ende der Straße. |                     | An der Düne bei OpenStreetMap Die Wohnstraße in der Südstadt zweigt als Sackgasse in östlicher Richtung von der Berliner Straße ab. | An der Düne                 |
| An der Vogtei               | 078                    | Vogtei war die Bezeichnung für das Amtsgebäude und den Amtsbezirk des Vogts, der als Vertreter des Feudalherrn die Amtsgeschäfte führte. |                     | An der Vogtei bei OpenStreetMap Die Wohnstraße in der Kernstadt beginnt an der Straße Am Brachtshof, führt als Sackgasse im Bogen bergauf und endet nach rund 80 Metern am letzten von drei Häusern. | An der Vogtei               |
| Apfelstraße                 | 0722                   | Der Name stammt von den diversen Obstbäumen, von der sie gesäumt wird. |                     | Apfelstraße bei OpenStreetMap Die Straße im Ortsteil Helpup beginnt an der Währentruper Straße, führt zunächst nach Westen, um dann nach Süden abzubiegen. In einer Kurve, ab der sie Wistinghauser Straße genannt wird, führt ein Abzweig zum Gut Wistinghausen. | Apfelstraße                 |
| Auf dem Berge               | 0161                   | Der Name bezieht sich auf den Tönsberg. |                     | Auf dem Berge bei OpenStreetMap Die Wohnstraße in der Kernstadt beginnt an der Tönsbergstraße am westlichen Aufstieg zum Tönsberg, biegt in südöstlicher Richtung ab und folgt der Südflanke des Berges. In Höhe der Jugendherberge an der Bergseite wechselt der Name in Piperweg. | Auf dem Berge               |
| Auf dem Röden               | 0297                   | Der Name weist darauf hin, dass dieses Gebiet zur Bebauung gerodet wurde. |                     | Auf dem Röden bei OpenStreetMap Die Wohnstraße in der Kernstadt verbindet die Straße Am Kalderberg mit der Steinbruchstraße und verläuft in westöstlicher Richtung. | Auf dem Röden               |
| Auf dem Sande               | 0108                   | Das Oerlinghauser Gebiet südlich des Teutoburger Waldes ist überwiegend von Sennesand bedeckt. |                     | Auf dem Sande bei OpenStreetMap Die kurze Wohnstraße in der Südstadt verbindet die Straße An der Bleiche mit der südlich parallel verlaufenden Adolf-Sültemeier-Straße. | Auf dem Sande               |
| Auf der Brede               | 0247                   | Der Flurname Brede bedeutet im Niederdeutschen Breite: Wenn die einzelnen Teile einer Ackerflur von stark abweichender Beschaffenheit waren, konnten aus ihnen mehrere Breden von ähnlicher Qualität gebildet werden. |                     | Auf der Brede bei OpenStreetMap Die Wohnstraße im Süden des Ortsteils Helpup ist eine Verbindung zwischen der Währentruper Straße und dem Friedhofsweg und verläuft in westöstlicher Richtung. | Auf der Brede               |
| Auf der Helle               | 073                    | Der Flurname Helle wird von Hölle hergeleitet und steht für eine enge, wilde Gegend. |                     | Auf der Helle bei OpenStreetMap Die Wohnstraße im Zentrum der Kernstadt führt steil bergab und bildet eine Verbindung zwischen den Straßen Unter der Howe und Wehme am Westhang des Tönsbergs. | Auf der Helle               |
| Auf der Neustadt            | 0427                   | Der Name weist darauf hin, dass es sich hier um ein Neubauviertel handelt. |                     | Auf der Neustadt bei OpenStreetMap Die Wohnstraße liegt im Ortsteil Helpup und ist in der östlichen Verlängerung der Straße Osterheide zu erreichen. Sie verläuft danach hufeisenförmig zunächst nach Norden und schließlich in einer längeren geraden Strecke nach Westen. Sie endet kurz vor der Einmündung in die Bahnhofstraße. | Auf der Neustadt            |
| Auf der Wasserfurche        | 0132                   | Mit Warderfohr (Wasserfurche) wurde früher ein abschüssiges Teilstück der Detmolder Straße bezeichnet, das vom abfließenden Wasser ausgewaschen wurde. Es lag unterhalb der heute so benannten Straße. |                     | Auf der Wasserfurche bei OpenStreetMap Die Wohnstraße liegt in der nordöstlichen Kernstadt und zweigt als Sackgasse vom Hangweg nach Westen ab. | Auf der Wasserfurche        |
| August-Prante-Weg           | 0322                   | Benannt nach dem ehemaligen Lipperreiher Bürgermeister August Prante. |                     | August-Prante-Weg bei OpenStreetMap Die Wohnstraße im Ortsteil Lipperreihe beginnt am Pollmannsweg, führt zunächst nach Norden und dann in weitem Kreis zum Ausgangspunkt zurück. | August-Prante-Weg           |
| Bachstraße                  | 02041                  | Nach dem Dalbkebach benannt, dem die Straße teilweise folgt. |                     | Bachstraße bei OpenStreetMap Die Wohnstraße im Ortsteil Lipperreihe zieht sich von Norden nach Süden durch die gesamte Ortschaft. Sie beginnt im Norden als unbefestigte Waldstraße am Senner Hellweg und durchquert ein Waldgebiet. Ab der Einmündung der Straße Obere Reihe ist sie asphaltiert, passiert die Ortsmitte mit der Lipperreiher Kirche und mündet schließlich im Süden in die Wellbachstraße. | Bachstraße                  |
| Bahnhofstraße               | 0960                   | Benannt nach dem ehemaligen Bahnhof Helpup. Heute existiert an dieser Stelle nur noch ein Haltepunkt der NordWestBahn. |                     | Bahnhofstraße bei OpenStreetMap Die Wohn- und Geschäftsstraße führt in nördlicher Richtung bis zur Ortsgrenze. Sie beginnt im Süden an der Lageschen Straße, führt danach durch die gesamte Ortschaft und endet an der Einmündung der Flurstraße. Ab hier gehört sie zur Ortsteil Greste in der Gemeinde Leopoldshöhe und heißt Helpuper Straße. | Bahnhofstraße               |
| Barkhauser Weg              | 0130                   | Der Barkhauser Weg ist einer von zwei Routen, die früher von Oerlinghausen zum Gut Barkhausen und darüber hinaus führten. Aufgrund der beschwerlichen Auffahrt für Pferdegespanne hießen beide im Volksmund Stöhnebrinksweg. |                     | Barkhauser Weg bei OpenStreetMap Die Straße im Norden der Kernstadt beginnt in Verlängerung der Rathausstraße und endet nach 130 m in einer Sackgasse. Auf seiner Ostseite liegt das Haus Diekhof, das frühere Rendantenhaus von Gut Niederbarkhausen. Über diesen Weg führte bis 1860 ein von der Ortschaft Mackenbruch kommender Kirch- und Leichweg nach Oerlinghausen. | Barkhauser Weg              |
| Baumheide                   | 0115                   | Namensgebend ist die Baumheide, eine baumartig wachsende Pflanze aus der Gattung der Heidekräuter. |                     | Baumheide bei OpenStreetMap Die Wohnstraße im Ortsteil Lipperreihe beginnt am Heideweg, führt nach Südwesten und endet in einer Sackgasse. | Baumheide                   |
| Bergstraße                  | 0629                   | Anstieg zum Schafberg (207,8 m) in der Nordkette des Teutoburger Waldes. |                     | Bergstraße bei OpenStreetMap Die Wohnstraße im Ortsteil Helpup beginnt im Norden an der Einmündung der Mackenbrucher Straße, kreuzt die Bielefelder Straße, führt in einer Serpentine den Berg hinauf und endet an der Detmolder Straße. | Bergstraße                  |
| Berliner Straße             | 0663                   | Benannt nach der Hauptstadt Deutschlands Berlin. |                     | Berliner Straße bei OpenStreetMap Die Wohnstraße in der Südstadt führt von der Heinrich-Kindsgrab-Straße in weitem Bogen erst nach Osten und später nach Süden und mündet in die Sennestraße. | Berliner Straße             |
| Bielefelder Straße          | 0582                   | Benannt nach der Stadt Bielefeld. Die Straße führt im weiteren Verlauf zu benachbarten Großstadt. |                     | Bielefelder Straße bei OpenStreetMap Wohn- und Industriestraße im Ortsteil Helpup und ist ein Abschnitt der von Ost nach West verlaufenden Bundesstraße 66. Sie beginnt an der Einmündung der Detmolder Straße und führt in westlicher Richtung bis zur Ortsgrenze. Auf Leopoldshöher Gebiet heißt sie Detmolder Straße. | Bielefelder Straße          |
| Birkenweg                   | 061                    | Benannt nach der Pflanzengattung Birken aus der Familie der Birkengewächse. |                     | Birkenweg bei OpenStreetMap Kurze Wohnstraße im Ortsteil Helpup am sogenannten Querriegel (Flurname), die von der Eichenstraße als Sackgasse in westlicher Richtung abzweigt. | Birkenweg                   |
| Blumenbrink                 | 061                    | Offenbar ein Phantasiename, der Blumenberg bedeutet. |                     | Blumenbrink bei OpenStreetMap Kurze Wohnstraße in der Südstadt, die als Sackgasse in nördlicher Richtung von der Adolf-Sültemeier-Straße abzweigt. Ein Fußweg führt weiter zur Straße Auf der Bleiche. | Blumenbrink                 |
| Blumenstraße                | 0721                   | Eine Blume bezeichnet in der Alltagssprache eine dekorative Blüte. |                     | Blumenstraße bei OpenStreetMap Wohn- und Industriestraße im äußersten Norden des Ortsteils Helpup. Sie beginnt an der Bahnhofstraße, führt zunächst nach Osten, knickt später nach Norden und erneut nach Osten ab. Sie endet an der Ortsgrenze zu Lage und heißt danach Obersfeld. | Blumenstraße                |
| Bokelfenner Straße          | 0764                   | Führt zur Bokelfenn, einer sumpfigen Niederung am Westerholter Bach südlich des Teutoburger Waldes. |                     | Bokelfenner Straße bei OpenStreetMap Die Wohnstraße im Südosten der Südstadt beginnt an der Robert-Kronfeld-Straße und verläuft in südöstlicher Richtung. Nach Überquerung des Westerholter Baches passiert sie den Bokelfenner Krug und mündet in den Stapelager Weg. | Bokelfenner Straße          |
| Bokelweg                    | 0172                   | Der Name bezieht sich auf Bokelfenn. |                     | Bokelweg bei OpenStreetMap Die kurze Wohnstraße im äußersten Südosten der Südstadt zweigt in südöstlicher Richtung vom Stapelager Weg ab und geht am Ende in einen unbefestigten Waldweg über, der zum Hof Bokelmeyer und weiter nach Schloß Holte-Stukenbrock führt. | Bokelweg                    |
| Brachtshof                  | 0321                   | Benannt nach einem ehemaligen Hof in diesem Gebiet. |                     | Brachtshof bei OpenStreetMap Die Wohnstraße in der Kernstadt beginnt an der Hauptstraße, führt in südöstlicher Richtung am Hang des Tönsbergs aufwärts und mündet in den Piperweg. Schöner Blick auf die Alexanderkirche. | Brachtshof                  |
| Brandsheide                 | 01035                  | Benannt nach einem früheren Grundbesitzer. |                     | Brandsheide bei OpenStreetMap Die unbefestigte Straße liegt im Ortsteil Lipperreihe. Sie beginnt am Senner Hellweg, führt zunächst nach Süden, später nach Südwesten entlang des Westerholter Baches und endet schließlich als Sackgasse. | Brandsheide                 |
| Brandsmühle                 | 01107                  | Namensgebend ist eine ehemalige Mühle am Ende der Straße. |                     | Brandsmühle bei OpenStreetMap Die Wohnstraße liegt im äußersten Nordwesten des Ortsteils Lipperreihe und beginnt am Senner Hellweg. Sie verläuft nach Nordosten und endet als Sackgasse im Bereich der ehemaligen Mühle. Kurz zuvor führt eine rechte Abzweigung als Wanderweg weiter zur Oerlinghauser Südstadt. | Brandsmühle                 |
| Breitegrund                 | 0541                   | Breitegrund stammt vom früheren Flurnamen des Gebiets. |                     | Breitegrund bei OpenStreetMap Die Wohnstraße in der östlichen Kernstadt beginnt in Verlängerung der Steinbruchstraße, führt bergauf in östlicher Richtung und endet in einer Sackgasse. Es gibt insgesamt vier Seitenstraßen gleichen Namens. | Breitegrund                 |
| Breitenkamp                 | 01272                  | Namensgebend ist der frühere Flurname dieses Gebiets. |                     | Breitenkamp bei OpenStreetMap Mit Breitenkamp werden mehrere, miteinander verbundene, Wohnstraßen in der Kernstadt nordöstlich des Welschenweges am unteren Südhang des Tönsbergs bezeichnet. | Breitenkamp                 |
| Breiter Esch                | 0182                   | Namensgebend ist die Pflanzengattung Eschen. |                     | Breiter Esch bei OpenStreetMap Die Wohnstraße in der Kernstadt beginnt an der Emilienstraße, führt in westlicher Richtung und endet als Sackgasse. Kurz vor dem Ende zweigt eine Seitenstraße gleichen Namens ab. | Breiter Esch                |
| Breslauer Straße            | 0749                   | Benannt nach Breslau, einer ehemaligen deutschen und jetzt polnischen Stadt (Wrocław). |                     | Breslauer Straße bei OpenStreetMap Die Wohnstraße im Nordosten der Kernstadt ist über die Detmolder Straße und Königsberger Straße zu erreichen. Sie führt zunächst nach Nordosten und später in weitem Bogen nach Südosten. Am Ende mündet sie in die Danziger Straße und erreicht damit erneut die Detmolder Straße. | Breslauer Straße            |
| Bruchweg                    | 0168                   | Benannt nach dem Bruch, ein Synonym für ein feuchtes, sumpfiges Gebiet. Hier entspringt der Menkhauser Bach oder die Schopke. |                     | Bruchweg bei OpenStreetMap Die Wohnstraße in der Kernstadt zweigt in westlicher Richtung von der Emilienstraße ab und endet als Sackgasse. | Bruchweg                    |
| Brunnentwete                | 051                    | Benannt nach einem Brunnen auf dem Simonsplatz. Um 1911 gab es eine Wasserpumpe, die den dortigen Brunnen mit Wasser versorgte, da es keine Wasserleitungen gab. Die Bewohner füllten ihre Eimer und schleppten das Wasser in ihre Häuser. Ab 1912 wurde das erste Wasser aus der Schopke über eine Rohrleitung in einen Hochbehälter auf den Tönsberg gepumpt und von dort die verschiedenen Ortsteile mit fließendem Wasser versorgt. |                     | Brunnentwete bei OpenStreetMap Die Twete beginnt am Simonsplatz und führt über eine Treppe zur tiefer gelegenen Straße Unter der Howe. | Brunnentwete                |
| Brückenweg                  | 0154                   | Namensgebend ist die Brücke über den Dalbkebach. |                     | Brückenweg bei OpenStreetMap Die Wohnstraße im Ortsteil Lipperreihe beginnt an der Bachstraße, führt südlich der Kirche in östlicher Richtung über den Dalbkebach und schwenkt dann nach Norden. Ab hier trägt sie den Namen Mittelweg. | Brückenweg                  |
| Buchenweg                   | 0452                   | Der Name stammt von der Pflanzengattung Buchen. |                     | Buchenweg bei OpenStreetMap Die Wohnstraße im Ortsteil Helpup liegt im Querriegel (Flurname) und zweigt als Stichstraße in westlicher Richtung von der Eichenstraße ab. Sie beginnt an der Detmolder Straße, führt steil bergauf nach Osten und teilt sich in einer Kurve. Während der linke Abzweig als Sackgasse endet, verläuft der rechte weiter bergauf und endet an der Eichenstraße. | Buchenweg                   |
| Buchweizenweg               | 0133                   | Benannt nach der Pflanzengattung Buchweizen, einer Pseudogetreideart. |                     | Buchweizenweg bei OpenStreetMap Die kurze Wohnstraße im Ortsteil Lipperreihe beginnt an der Schulstraße, verläuft zunächst in südlicher Richtung, biegt dann nach Südwesten ab und endet in einer Sackgasse. In der Kurve gibt es einen Abzweig nach Osten. | Buchweizenweg               |
| Bussardweg                  | 0237                   | Benannt nach der Greifvogelart Bussarde. |                     | Bussardweg bei OpenStreetMap Die Wohnstraße im Ortsteil Lipperreihe beginnt an der Dalbker Straße, führt zunächst nach Süden und danach in einer Kurve nach Osten. Es folgen drei Abzweigungen gleichen Namens in nördlicher Richtung, bis die Straße in einer Sackgasse endet. | Bussardweg                  |
| Bäckertwete                 | 061                    | Nach der Einwohnerliste von 1901 gab es in Oerlinghausen neun Bäckermeister. Einer von ihnen hatte seine Backstube in der Nähe dieser Twete. |                     | Bäckertwete bei OpenStreetMap Die Twete im Zentrum der Kernstadt führt über mehrere steinerne Treppen von der Hauptstraße zwischen den Häusern Nr. 56 und Nr. 48 zur Straße Unter der Wehme hinunter. | Bäckertwete                 |
| Dalbker Straße              | 01846                  | Namensgebend ist der Ortsteil Dalbke des Bielefelder Stadtbezirks Sennestadt. |                     | Dalbker Straße bei OpenStreetMap Die Wohn- und Geschäftsstraße im Ortsteil Lipperreihe führt von der Holter Straße in ost-westlicher Richtung durch den gesamten Ortsteil. Sie beginnt im Osten an der Tunnelstraße bzw. Holter Straße, führt durch den Ortskern mit der Lipperreiher Kirche bis zur Stadtgrenze zwischen Bielefeld und Oerlinghausen im Westen. | Dalbker Straße              |
| Dammstraße                  | 0216                   | Namensgebend ist der Bahndamm der Strecke Bielefeld – Altenbeken, an dem die Straße entlangführt. |                     | Dammstraße bei OpenStreetMap Die Industriestraße im Norden des Ortsteils Helpup liegt genau an der Gemeindegrenze zu Leopoldshöhe. Die Straße beginnt an der Bahnhofstraße, führt in westlicher Richtung und endet als Sackgasse an der Brücke über den Siekbach. | Dammstraße                  |
| Danziger Straße             | 0247                   | Benannt nach Danzig, einer ehemaligen deutschen und jetzt polnischen Stadt (Gdańsk). |                     | Danziger Straße bei OpenStreetMap Die Wohnstraße im Norden der Kernstadt beginnt an der Detmolder Straße und führt in nördlicher Richtung. Sie knickt schließlich nach Osten ab, bevor sie in einer Sackgasse endet. Ein unbefestigter Waldweg führt westwärts zum Mausoleum Tenge | Danziger Straße             |
| Detmolder Straße            | 02715                  | Namensgebend ist die mit rund 73.000 Einwohnern größte Stadt Detmold im Kreis Lippe. | 1901                | Detmolder Straße bei OpenStreetMap Die Wohn- und Geschäftsstraße liegt der Kernstadt und im Ortsteil Helpup und beginnt als Verlängerung Hauptstraße. Sie führt zunächst nach Osten und später nach Nordosten, bevor sie erneut in östlicher Richtung im Ortsteil Helpup in die Lagesche Straße mündet. Die Straße wurde um 1831 als Detmolder Chaussee mit Kalksteinschotterung und tiefen Gräben links und rechts zum Abfluss des Regenwassers angelegt. Ab 1901 bekam sie ihren heutigen Namen. | Detmolder Straße            |
| Dresdner Straße             | 0207                   | Namensgebend ist die sächsische Hauptstadt Dresden. |                     | Dresdner Straße bei OpenStreetMap Die Wohnstraße im Ortsteil Helpup ist über die Leipziger Straße zu erreichen. Sie führt sowohl nach Nordosten als auch nach Südwesten, wobei sie in beiden Richtungen in einer Sackgasse endet. | Dresdner Straße             |
| Drosselweg                  | 0202                   | Benannt nach der Vogelfamilie Drosseln. |                     | Drosselweg bei OpenStreetMap Die Wohnstraße im Ortsteil Lipperreihe beginnt am Kiefernweg, verläuft in östlicher Richtung und endet als Sackgasse. | Drosselweg                  |
| Eduard-Mörike-Weg           | 075                    | Namensgeber ist der deutsche Pfarrer und Dichter Eduard Mörike (1804–1875). |                     | Eduard-Mörike-Weg bei OpenStreetMap Die kurze Wohnstraße in der Südstadt wurde als Fußweg angelegt, zweigt von der Goethestraße in südlicher Richtung ab und endet am Gerhart-Hauptmann-Weg. | Eduard-Mörike-Weg           |
| Eggeweg                     | 0113                   | Benannt nach der Egge, einem Ackerbaugerät zum Einebnen der Pflugfurchen. |                     | Eggeweg bei OpenStreetMap Die Wohnstraße im Süden der Kernstadt beginnt am Welschenweg, verläuft in südwestlicher Richtung und endet als Sackgasse. Am Straßenende gibt es einen kurzen Abzweig nach Osten. | Eggeweg                     |
| Eichendorffweg              | 038                    | Namensgeber ist der deutsche Dichter und Schriftsteller Joseph von Eichendorff (1788–1857). |                     | Eichendorffweg bei OpenStreetMap Die Wohnstraße in der Südstadt wurde als Fußweg angelegt, zweigt vom Wilhelm-Busch-Weg in östlicher Richtung ab und endet in einer Sackgasse. | Eichendorffweg              |
| Eichenstraße                | 0276                   | Der Name bezieht sich auf die Pflanzenart Eichen. |                     | Eichenstraße bei OpenStreetMap Die Wohnstraßei im Ortsteil Helpup beginnt an der Detmolder Straße, zieht sich südwärts den sogenannten Querriegel hinauf und endet auf der Höhe als Sackgasse. | Eichenstraße                |
| Ellernstraße                | 0276                   | Der Name stammt von der Baumgattung Erlen, die im Lippischen Plattdeutsch als Ellern bezeichnet werden. |                     | Ellernstraße bei OpenStreetMap Die Wohnstraße im Ortsteil Helpup beginnt an der Gartenstraße und führt nach Südwesten. Nach dem ersten Drittel knickt sie kurz nach Süden ab, um danach wieder in westliche Richtung zu schwenken und am Ende in die Goldstraße zu münden. | Ellernstraße                |
| Elsa-Brändström-Straße      | 0137                   | Benannt nach Elsa Brändström (1888–1948), einer schwedischen Philanthropin, die als Engel von Sibirien bekannt wurde. |                     | Elsa-Brändström-Straße bei OpenStreetMap Die Wohnstraße in der Südstadt liegt im östlichen Bereich der sogenannten Conle-Siedlung. Sie beginnt an der Florence-Nightingale-Straße, führt nach Nordwesten und endet in einer Sackgasse. Die Straße wird von zwei Fußwegen fortgesetzt, die zu Wohnblöcken mit der gleichen Adresse führen. | Elsa-Brändström-Straße      |
| Emilienstraße               | 0137                   | Benannt nach dem Vornamen der Emilie Weber, die mit dem Mitinhaber der Leinenweberei Carlo Weber verheiratet war. |                     | Emilienstraße bei OpenStreetMap Die Wohn- und Industriestraße in der Kernstadt beginnt an der Einmündung der Marienstraße in die Webereistraße. Sie führt zunächst nach Westen und biegt dann im rechten Winkel nach Norden ab. Danach führt sie leicht bergauf und endet mit der Einmündung in die Straße Hanegge. | Emilienstraße               |
| Erikaweg                    | 0101                   | Der Name stammt von der Pflanzengattung Heidekräuter, auch Erika genannt. |                     | Erikaweg bei OpenStreetMap Die kurze Wohnstraße liegt im Ortsteil Lipperreihe und beginnt am Heideweg. Sie verläuft in südwestlicher Richtung und endet als Sackgasse. | Erikaweg                    |
| Eschenweg                   | 083                    | Eschen sind eine Pflanzengattung aus der Familie der Ölbaumgewächse. |                     | Eschenweg bei OpenStreetMap Die kurze Wohnstraße im Ortsteil Helpup liegt im sogenannten Querriegel (Flurname) und zweigt in südlicher Richtung von der Detmolder Straße ab. Schon nach wenigen Metern knickt sie nach Westen ab und endet in einer Sackgasse. | Eschenweg                   |
| Feldstraße                  | 0175                   | Bevor das Gebiet zur Bebauung freigegeben wurde, bestand es aus Feldern und Äckern, daher die dortigen Straßennamen Feldstraße, Im Felde und Ackerweg. |                     | Feldstraße bei OpenStreetMap Die Wohnstraße im Ortsteil Helpup zweigt in östlicher Richtung von der Bahnhofstraße ab und endet als Sackgasse. | Feldstraße                  |
| Felix-Fechenbach-Straße     | 080                    | Felix Fechenbach (1894–1933) war ein deutscher politischer Journalist, Dichter und Widerstandskämpfer gegen die Nazis und wurde 1933 von diesen ermordet. | 1965                | Felix-Fechenbach-Straße bei OpenStreetMap Die Wohnstraße in der Südstadt zweigt in östlicher Richtung vom Stukenbrocker Weg ab und endet als Sackgasse. Drei parallel verlaufende Fußwege führen zu weiteren Wohnhäusern, die ebenfalls die Adresse Felix-Fechenbach-Straße tragen. | Felix-Fechenbach-Straße     |
| Finkenweg                   | 0140                   | Finken gehören zu einer artenreichen Familie aus der Ordnung der Sperlingsvögel. |                     | Finkenweg bei OpenStreetMap Die Wohnstraße in Lipperreihe zweigt von der Straße Untere Reihe in östlicher Richtung ab, vollzieht eine Knick nach Süden und endet als Sackgasse. | Finkenweg                   |
| Flachsweg                   | 0175                   | Flachs wird aus den Stängeln der Flachspflanze gewonnen und zur Herstellung von Leinen verwendet. |                     | Flachsweg bei OpenStreetMap Die Wohnstraße in Lipperreihe zweigt in südlicher Richtung von der Schulstraße ab und endet als Sackgasse. Insgesamt vier seitliche Fußwege führen zu Wohnhäusern, die allesamt die Adresse Flachsweg tragen. | Flachsweg                   |
| Fliederweg                  | 0163                   | Flieder ist eine Pflanzengattung aus der Familie der Ölbaumgewächse. Namensgeber ist der als Zierstrauch gepflanzte Gemeine Flieder. |                     | Fliederweg bei OpenStreetMap Die Wohnstraße liegt im Ortsteil Helpup und zweigt von der Straße Am Räkerhof in nördlicher Richtung ab. Sie endet als Sackgasse in zwei parallel laufenden Querstraßen gleichen Namens. | Fliederweg                  |
| Florence-Nightingale-Straße | 0512                   | Die Engländerin Florence Nightingale (1820–1910) gilt als Begründerin der modernen Krankenpflege und des Sanitätswesens. |                     | Florence-Nightingale-Straße bei OpenStreetMap Die Wohnstraße in der Südstadt beginnt am Stukenbrocker Weg und führt zunächst nach Südosten. Danach biegt sie in nordöstlicher Richtung ab und mündet am Ende in die Sennestraße. Nördlich und westlich der Florence-Nightingale-Straße liegt die sogenannte Conle-Siedlung. | Florence-Nightingale-Straße |
| Flurstraße                  | 0366                   | Die Flur bezeichnet in ihrer alten Bedeutung eine Landschaft oder ein Gelände. Heute ist unter Flur die parzellierte Nutzfläche einer Siedlung zu verstehen. |                     | Flurstraße bei OpenStreetMap Die Wohnstraße im Ortsteil Helpup beginnt an der Bahnhofstraße, führt nach Nordosten und mündet in die Kachtenhauser Straße auf dem Gemeindegebiet von Leopoldshöhe. Die Flurstraße verläuft exakt an der nördlichen Grenze von Oerlinghausen zu Leopoldshöhe. | Flurstraße                  |
| Forellenweg                 | 086                    | Die Forelle ist eine Fischart aus der Familie der Lachsfische. |                     | Forellenweg bei OpenStreetMap Die Wohnstraße liegt im Ortsteil Lipperreihe und zweigt von der Teichstraße ab. Der Forellenweg verläuft in nordwestlicher Richtung und endet als Sackgasse. | Forellenweg                 |
| Forstweg                    | 0333                   | Als Forst wird ein bewirtschafteter Wald bezeichnet. Hier führt der Weg zum Wald am Nordhang der Barkhauser Berge. |                     | Forstweg bei OpenStreetMap Die Wohnstraße im Süden der Kernstadt beginnt am Welschenweg und verläuft zunächst nach Südwesten. Danach biegt sie im rechten Winkel nach Nordwesten ab und endet als Sackgasse. Am Ende führt ein Fußweg zur Straße Am Barkhauser Berge. | Forstweg                    |
| Freiligrathstraße           | 0106                   | Ferdinand Freiligrath (1810–1876) war ein deutscher Dichter und Übersetzer. |                     | Freiligrathstraße bei OpenStreetMap Die Wohnstraße in der Kernstadt zweigt von der Marktstraße in südlicher Richtung ab und endet als Sackgasse. Hier wurde eine Treppe als Verbindung zur nahen Detmolder Straße angelegt. | Freiligrathstraße           |
| Friedhofsweg                | 0224                   | Benannt nach dem Friedhof in Helpup. |                     | Friedhofsweg bei OpenStreetMap Die Wohnstraße im Ortsteil Helpup beginnt an der Lageschen Straße und passiert die Helpuper Kirche. Sie führt in südöstlicher Richtung zum Friedhof, an dem sie als Sackgasse endet. | Friedhofsweg                |
| Friedrichstraße             | 0103                   | Friedrich ist ein deutscher männlicher Vorname, der im 18. und 19. Jahrhundert zu den beliebtesten Namen gehörte. |                     | Friedrichstraße bei OpenStreetMap Die Wohnstraße in der Kernstadt beginnt an der Holter Straße und führt als Einbahnstraße in westlicher Richtung zur Robert-Koch-Straße. | Friedrichstraße             |
| Gartenstraße                | 0496                   | Ein Garten ist ein abgegrenztes Stück Land zur Anpflanzung von Gemüse, Blumen, Ziersträuchern und Bäumen. |                     | Gartenstraße bei OpenStreetMap Die Wohnstraße im Ortsteil Helpup ist nur über Seitenstraßen zu erreichen, denn sowohl der Anfang als auch das Ende sind Sackgassen. Vom Räkerhof im Norden verläuft sie zunächst nach Südwesten und biegt dann an der Einmündung der Mackenbrucher Straße nach Südosten ab. Die Zufahrt zur Lageschen Straße ist gesperrt; sie ist jedoch über einen kurzen Fußweg erreichbar. | Gartenstraße                |
| Gehrenberg                  | 0103                   | Der Name wurde von einer alten Flurbezeichnung übernommen. |                     | Gehrenberg bei OpenStreetMap Die Wohnstraße im Zentrum der Kernstadt führt von der Straße Unter der Howe steil bergab in nördlicher Richtung und mündet in die Weerthstraße, die rechtwinklig nach Osten abbiegt. | Gehrenberg                  |
| Gerhart-Hauptmann-Weg       | 0151                   | Gerhart Hauptmann (1862–1946) war ein deutscher Dramatiker und Schriftsteller. |                     | Gerhart-Hauptmann-Weg bei OpenStreetMap Die Wohnstraße in der Südstadt wurde als Fußweg angelegt, führt von der Florence-Nightingale-Straße nach Osten und endet in einer Sackgasse. | Gerhart-Hauptmann-Weg       |
| Gerichtstwete               | 059                    | Die Twete verdankt ihren Namen dem Gebäude des ehemaligen Amtsgerichts an der Hauptstraße. |                     | Gerichtstwete bei OpenStreetMap Die Twete in der Kernstadt führt von der Hauptstraße am denkmalgeschützten Haus Nr. 32 vorbei nach Norden und mittels einer Steintreppe hinab zur Straße Unter der Howe. | Gerichtstwete               |
| Geschwister-Scholl-Straße   | 0115                   | Die Geschwister Hans (1918–1943) und Sophie (1921–1943) Scholl waren als Mitglieder der Weißen Rose im Widerstand gegen den Nationalsozialismus aktiv. Am 22. Februar 1943 wurden sie in München hingerichtet. |                     | Geschwister-Scholl-Straße bei OpenStreetMap Die Wohnstraße in der Südstadt führt von der Adolf-Sültemeier-Straße nach Süden und endet in einer Sackgasse. | Geschwister-Scholl-Straße   |
| Ginsterweg                  | 0140                   | Ginster ist eine Pflanzengattung, die zu den Schmetterlingsblütlern gehört. |                     | Ginsterweg bei OpenStreetMap Die Wohnstraße in der Südstadt beginnt an der Adolf-Sültemeier-Straße, führt nach Norden und endet als Sackgasse. Drei kurze Fußwege gleichen Namens zweigen nach Westen bzw. Osten ab. | Ginsterweg                  |
| Glatzer Straße              | 0116                   | Glatz ist der deutsche Name der heute polnischen Stadt Klodzko, rund 80 km südwestlich von Breslau in Niederschlesien. |                     | Glatzer Straße bei OpenStreetMap Die Wohnstraße im Ortsteil Lipperreihe beginnt an der Dalbker Straße, führt nach Nordwesten und endet in einer Sackgasse. | Glatzer Straße              |
| Glockenheide                | 0117                   | Die Glockenheide ist eine Pflanzengattung und gehört zu den Heidekrautgewächsen. Der Name bezieht sich auf die Form der Blütenkronen. |                     | Glockenheide bei OpenStreetMap Die Wohnstraße im Ortsteil Lipperreihe führt vom Heideweg ausgehend nach Südwesten und endet als Sackgasse. | Glockenheide                |
| Goethestraße                | 0108                   | Johann Wolfgang von Goethe (1749–1832) gilt als bedeutendster deutscher Lyriker. |                     | Goethestraße bei OpenStreetMap Die kurze Wohnstraße in der Südstadt beginnt an der Florence-Nightingale-Straße, verläuft in östlicher Richtung und endet als Sackgasse. | Goethestraße                |
| Goldstraße                  | 0826                   | Gold ist ein Edelmetall und ein chemisches Element mit dem Zeichen AU. |                     | Goldstraße bei OpenStreetMap Die Wohnstraße im Ortsteil Helpup beginnt an der Lageschen Straße, führt zunächst nach Norden und dann in weitem Bogen nach Nordwesten und endet als Sackgasse. | Goldstraße                  |
| Grabbestraße                | 0173                   | Christian Dietrich Grabbe (1801–1836) war ein deutscher Dramatiker der im nahe gelegenen Detmold aufwuchs und starb. |                     | Grabbestraße bei OpenStreetMap Die Wohnstraße im Ortsteil Helpup beginnt an der Goldstraße und verläuft zunächst in östlicher Richtung. Sie knickt dann nach Südosten ab und endet als Sackgasse. Anschließend führt ein Fußweg weiter zur Straße Am Kuffenbach. | Grabbestraße                |
| Grüne Wiese                 | 0146                   | Grüne Wiese bezeichnet in der Stadtplanung die Bebauung von Flächen, die zuvor nicht zum Siedlungsbereich der Stadt gehörten. |                     | Grüne Wiese bei OpenStreetMap Die Wohnstraße im äußersten Osten des Ortsteils Helpup beginnt an der Wellentruper Straße, verläuft in nordöstlicher Richtung und mündet in die Lagesche Straße. | Grüne Wiese                 |
| Grüte                       | 0465                   | Die Grüte ist ein 29 Hektar großes Naturschutzgebiet, dessen größter Teil auf dem Stadtgebiet Oerlingshausens liegt. Der ehemalige Hellweg nach Osten führte teilweise auf der Trasse der heutigen Markstraße durch den Grütewald. |                     | Grüte bei OpenStreetMap Die Wohnstraße im Nordosten der Kernstadt beginnt an der Marktstraße und führt nach Norden. Hier trifft sie auf eine Querstraße mit gleichem Namen, die sich im Westen bis zur Straße Im Boksiek und im Osten bis zur Waldstraße erstreckt. | Grüte                       |
| Gustav-Haupt-Weg            | 0135                   | Gustav Haupt war langjähriger Bademeister des benachbarten Oerlinghauser Freibads und Vorsitzender der DLRG in Oerlinghausen. |                     | Gustav-Haupt-Weg bei OpenStreetMap Der Fußweg verläuft von der Straße Am Kalkofen und dem benachbarten Parkplatz nach Norden zum Eingang des Sportplatzes und des Oerlinghauser Freibads. Von dort führt eine Treppe zum oberen Parkplatz und zur Holter Straße. | Gustav-Haupt-Weg            |
| Göddernstraße               | 0156                   | Die Straße wurde noch im 19. Jahrhundert mit Götterstraße bezeichnet. Erst in den letzten Jahrzehnten hat sich daraus Göddernstraße entwickelt. |                     | Göddernstraße bei OpenStreetMap Die schmale Gasse in der Kernstadt beginnt unterhalb der Alexanderkirche, führt von der Straße Unter der Howe bergab nach Südwesten und erreicht über eine kurze Treppe die Robert-Koch-Straße. An der gegenüberliegenden Straßenseite setzt sich die Göddernstraße fort und mündet schließlich in den Steinbült. Die Göddernstraße besteht schon seit langer Zeit und wurde von den Bewohnern der Sennegemeinden als Kirch- und Leichweg genutzt. Später diente sie den Bewohnern des Steinbülts als Weg zum Einkaufen in der Innenstadt.                                                           | Göddernstraße               |
| Hambusch                    | 01353                  | Im Lippischen Plattdeutsch bedeutet das Wort Hammbusse: Betrunkener Bettler, Landstreicher oder Vagabund. |                     | Hambusch bei OpenStreetMap Die Waldstraße im Ortsteil Helpup beginnt an der Währentruper Straße und führt in südwestliche Richtung. Sie passiert die Zufahrt zum Gut Wistinghausen, biegt anschließend nach Nordwesten ab und beschreibt eine Kurve. Kurz danach geht sie in einen Wanderweg über, der in den Hermannsweg am östlichen Aufstieg zum Tönsberg mündet. | Hambusch                    |
| Hanegge                     | 0915                   | Benannt nach der Handegge, einem Gerät zum manuellen Auflockern des Bodens. |                     | Hanegge bei OpenStreetMap Die Wohnstraße in der nördlichen Kernstadt beginnt an der Rathausstraße und verläuft in westlicher Richtung. Das letzte Teilstück ist als Privatstraße deklariert, die kurz vor der Fußgängerbrücke über die Tunnelstraße als Sackgasse endet. In den vier Häusern 14, 16, 18 und 20 waren bis zu ihrem Abzug hohe Offiziere der Britischen Rheinarmee untergebracht. Sie wurden hier 1980 von Queen Elisabeth II. besucht. | Hanegge                     |
| Hangweg                     | 0289                   | Nach dem Berghang, den die Straße hinauf- bzw. hinabführt. |                     | Hangweg bei OpenStreetMap Die Wohnstraße beginnt an der Detmolder Straße und führt in südlicher Richtung steil bergauf. Am Ende biegt sie nach Osten ab und mündet in die Straße Am Buchenbrink. Ein Fußweg führt weiter zum Breitegrund. | Hangweg                     |
| Hasenheide                  | 0127                   | Benannt nach der ehemaligen Heidelandschaft und den Hasen, die sie bevölkerten. |                     | Hasenheide bei OpenStreetMap Die Wohnstraße im Ortsteil Lipperreihe beginnt am Heideweg, führt in südwestliche Richtung und endet als Sackgasse. | Hasenheide                  |
| Hauptstraße                 | 0753                   | Hauptgeschäftsstraße in der Kernstadt mit den weitaus meisten denkmalgeschützten Gebäuden. Während der Naziherrschaft trug sie den Namen Adolf-Hitler-Straße. |                     | Hauptstraße bei OpenStreetMap Die Wohn- und Geschäftsstraße im Stadtzentrum wurde nach 1750 angelegt, da die alte Passstraße über den Tönsberg für Fuhrwerke sehr beschwerlich war. Zu diesem Zweck wurden Steinbrüche angelegt, um die Trasse für die neue Straße freizulegen. Die gewonnenen Steine verwendete man zum Bau der anliegenden Häuser. Die Straße beginnt an der Einmündung der Rathausstraße in die Detmolder Straße und endet an der Abzweigung der Niedernstraße. Ab hier heißt sie Holter Straße. | Hauptstraße                 |
| Heidersdorfer Straße        | 0153                   | Benannt nach Heidersdorf, heute Łagiewniki, einer Gemeinde in der Woiwodschaft Niederschlesien in Polen. |                     | Heidersdorfer Straße bei OpenStreetMap Die Wohnstraße im äußersten Norden der Kernstadt beginnt an der Breslauer Straße, führt zunächst nach Norden, biegt dann nach Osten ab und endet als Sackgasse. Ein Fußweg führt zum nahegelegenen Mausoleum Tenge. | Heidersdorfer Straße        |
| Heideweg                    | 0647                   | Benannt nach der Heidelandschaft, die durch das blühende Heidekraut und nährstoffarmen Boden gekennzeichnet ist. |                     | Heideweg bei OpenStreetMap Die Wohnstraße im Südosten des Ortsteils Lipperreihe beginnt an der Holter Straße, verläuft in südöstlicher Richtung und endet als Sackgasse. Die Fortsetzung bildet ein Wanderweg in gleicher Richtung, der zum Segelflugplatz führt. | Heideweg                    |
| Heinrich-Heine-Weg          | 049                    | Heinrich Heine (1797–1856) war einer der bedeutendsten deutschen Dichter, Schriftsteller und Journalisten des 19. Jahrhunderts. |                     | Heinrich-Heine-Weg bei OpenStreetMap Die kurze Wohnstraße in der Südstadt wurde als Fußweg angelegt, beginnt an der Goethestraße, verläuft in nördlicher Richtung und endet als Sackgasse. | Heinrich-Heine-Weg          |
| Heinrich-Kindsgrab-Straße   | 0276                   | Stadtdirektor Heinrich Kindsgrab war einer der Verantwortlichen, die das Projekt Südstadt realisierten. Er starb 1959 und konnte den ersten Neubau nicht mehr erleben. |                     | Heinrich-Kindsgrab-Straße bei OpenStreetMap Die Wohnstraße in der Südstadt beginnt in der Verlängerung der Straße An der Bleiche, verläuft bergab in südwestlicher Richtung und mündet in die Sennestraße. Auf der Westseite liegt das Bonhoeffer-Haus und die Kirche der Mennoniten Brüdergemeinde. | Heinrich-Kindsgrab-Straße   |
| Hellweg                     | 01380                  | Als Hellweg wurden im Mittelalter wichtige Durchgangsstraßen für den Fernhandel bezeichnet. Hier handelt es sich um ein südlich des Teutoburger Waldes führendes Teilstück des Senner Hellwegs. |                     | Hellweg bei OpenStreetMap Die Industriestraße beginnt in Verlängerung des Senner Hellwegs an der Holter Straße und führt nach Südosten. Sie passiert mehrere auf der Nordseite liegende Industriebetriebe und mündet in den Stukenbrocker Weg. | Hellweg                     |
| Helmstedter Straße          | 0436                   | Helmstedt ist eine Stadt in Niedersachsen und liegt an der Grenze zu Sachsen-Anhalt, rund 35 km östlich von Braunschweig. In der Nähe war ein Grenzübergang zur ehemaligen DDR. |                     | Helmstedter Straße bei OpenStreetMap Die Wohnstraße in der Südstadt beginnt als Verlängerung der Straße An der Bleiche. Sie verläuft zunächst nach Norden, dann nach Osten, biegt nach Süden und schließlich nach Westen ab. Sie beschreibt damit einen weiten Bogen und endet als Sackgasse. | Helmstedter Straße          |
| Henri-Dunant-Straße         | 0221                   | Henri Dunant (1828–1910) war ein Schweizer Geschäftsmann und Humanist christlicher Prägung. Er gilt als Begründer des internationalen Roten Kreuzes. |                     | Henri-Dunant-Straße bei OpenStreetMap Die Wohnstraße in der Südstadt liegt im nordwestlichen Bereich der sogenannten Conle-Siedlung. Sie beginnt an der Sennestraße, führt zunächst nach Südwesten, biegt dann nach Südosten ab und endet als Sackgasse. | Henri-Dunant-Straße         |
| Herbergsstiege              | 092                    | Die Twete ist nach der 1929 eröffneten Jugendherberge auf dem Tönsberg benannt. |                     | Herbergsstiege bei OpenStreetMap Die Treppe beginnt an der Jägerstraße und führt über 159 Steinstufen hinauf zum Kammweg auf den Tönsberg gegenüber der Jugendherberge. | Herbergsstiegee             |
| Herderweg                   | 059                    | Johann Gottfried Herder (1744–1803) war ein deutscher Dichter, Philosoph und Schriftsteller. |                     | Herderweg bei OpenStreetMap Die kurze Wohnstraße in der Südstadt wurde als Fußweg angelegt, zweigt vom Wilhelm-Busch-Weg in östlicher Richtung ab und endet als Sackgasse. | Herderweg                   |
| Hermannstraße               | 01312                  | Der Vorname Hermann war Ende des 19. Jahrhunderts der meistvergebene Jungenname in Deutschland. Heute jedoch ist er kaum noch gebräuchlich. |                     | Hermannstraße bei OpenStreetMap Die Wohnstraße in der Kernstadt beginnt in Verlängerung der Tönsbergstraße, führt in südöstlicher Richtung leicht bergauf und endet als Sackgasse. Vom ehemaligen Meierhof Wistinghausen führte ein Kirch- und Leichenweg nach Oerlinghausen, der im letzten Drittel den heutigen Straßenverlauf der Hermannstraße nutzte und zumeist in sehr schlechtem Zustand war. | Hermannstraße               |
| Hermannsweg                 | 05019                  | Der 156 Kilometer lange Hermannsweg, benannt nach Hermann dem Cherusker, gilt als einer der schönsten Höhenwege Deutschlands und verläuft streckenweise über den Kamm des Teutoburger Waldes. |                     | Hermannsweg bei OpenStreetMap Das Oerlinghauser Teilstück des Wanderweges beginnt an der westlichen Grenze im Schopketal, führt danach in östlicher Richtung über Straßen der Kernstadt den Tönsberg (333 m) hinauf und erreicht den befestigten Kammweg. Hier wird die Kumsttonne, das Oerlinghauser Wahrzeichen passiert und nach etwa 500 m endet der Kammweg. Danach folgt ein unbefestigter Wanderweg, der das Ehrenmal und das Lönsdenkmal passiert. Nach dem Abstieg in die Stapelager Schlucht wird die östliche Oerlinghauser Stadtgrenze erreicht. Östlicher Endpunkt des Hermannswegs ist das Hermannsdenkmal bei Detmold | Kumsttonne am Hermannsweg   |
| Himmelsleiter               | 0125                   | Bezeichnung für eine steinerne Treppe, die von der Innenstadt mit 233 Stufen auf den Tönsberg hinaufführt. |                     | Himmelsleiter bei OpenStreetMap Die Treppe beginnt an der Hermannstraße zwischen Haus Nr. 26 und Nr. 28, passiert den Philosophenweg auf halber Höhe und endet in der Nähe der Kumsttonne. Die im Jahr 1977 mit Steinstufen ausgestattete Treppe bekam ihren Namen schon 1898, bestand damals allerdings aus einer Holzkonstruktion, die nur jeweils 30 Jahre lang hielt und danach erneuert werden musste. | Himmelsleiter               |
| Holter Straße               | 04508                  | Schloß Holte ist ein Stadtteil von Schloß Holte-Stukenbrock im Kreis Gütersloh in Nordrhein-Westfalen. |                     | Holter Straße bei OpenStreetMap Die Wohn- und Geschäftsstraße beginnt in der Kernstadt an der Einmündung der Niedernstraße als Verlängerung der Hauptstraße und verläuft in südlicher Richtung. Sie mündet in die Robert-Koch-Straße, durchquert die Südstadt und trifft im Ortsteil Lipperreihe auf die Tunnelstraße, die ab hier bis zum Erreichen der Stadtgrenze mit Holter Straße bezeichnet wird. | Holter Straße               |
| Hudeweg                     | 0590                   | Hude ist die Bezeichnung für einen Wald, der in extensiver Form als Weide genutzt wird. |                     | Hudeweg bei OpenStreetMap Die Wohnstraße in der Südstadt beginnt an der Straße Unter dem Menkhauser Berge und verläuft in südwestlicher Richtung. Danach biegt sie nach Nordwesten, später nach Nordosten ab und beschreibt damit ein langgezogenes Rechteck. | Hudeweg                     |
| Hügelweg                    | 0411                   | Unter Hügel ist als Geländeform eine mittelgroße Erhebung in einer Landschaft zu verstehen. |                     | Hügelweg bei OpenStreetMap Die Wohnstraße im Süden der Kernstadt beginnt im Westen am Triftweg und verläuft in südöstlicher Richtung. Nach etwa 300 Metern biegt sie nach Norden ab und endet am Welschenweg. Zwei kurze Seitenstraßen gehören ebenfalls zum Hügelweg. | Hügelweg                    |
| Im Boksiek                  | 0241                   | Siek ist die alte Bezeichnung für eine feuchte Niederung und hier Bestandteil eines Flurnamens. |                     | Im Boksiek bei OpenStreetMap Die Wohnstraße in der Kernstadt beginnt an der Marktstraße. Sie führt in Form eines Vierecks zunächst nach Norden, dann nach Osten und schließlich nach Süden, bis sie wieder an der Marktstraße endet. | Im Boksiek                  |
| Im Elkenkamp                | 0134                   | Elken bedeutet in lippischem Plattdeutsch Iltis und unter Kamp ist ein abgegrenztes Stück Land zu verstehen. |                     | Im Elkenkamp bei OpenStreetMap Die Wohnstraße im Ortsteil Helpup beginnt an der Straße Osterheide, führt nach Nordwesten und endet als Sackgasse. Über einen Fußweg ist die nahegelegene Bahnhofstraße zu erreichen. | Im Elkenkamp                |
| Im Felde                    | 0240                   | Ein Feld ist ein offenes, nicht bewaldetes Stück Land, das in der Landwirtschaft als Acker bezeichnet wird. Der Name erinnert an die frühere Nutzung dieser Fläche vor der Bebauung. |                     | Im Felde bei OpenStreetMap Die Wohnstraße im Ortsteil Helpup zweigt von der Oststraße ab, führt nach Nordwesten und endet als Sackgasse. Über einen Fußweg erreicht man die benachbarte Straße Osterheide. | Im Felde                    |
| Im Gehren                   | 0126                   | Mit Gehren wurde früher ein dreieckiges Feld oder Flurstück bezeichnet. |                     | Im Gehren bei OpenStreetMap Die kurze Wohnstraße im Ortsteil Helpup zweigt von der Ellernstraße ab, verläuft in nördlicher Richtung und endet als Sackgasse. | Im Gehren                   |
| Im Graskamp                 | 0521                   | Der Ausdruck Graskamp, bezeichnet ein abgemessenes Stück Land, vornehmlich in Nordwestdeutschland, das mit Gras bewachsen ist. |                     | Im Graskamp bei OpenStreetMap Die Wohnstraße im Ortsteil Helpup beginnt an der Währentruper Straße und führt in östlicher Richtung bis an die Stadtgrenze zwischen Oerlinghausen und Lage. Etwa in der Mitte gibt es einen Abzweig nach Norden gleichen Namens als Verbindung zur Straße Im Sandkamp. An der Stadtgrenze endet die Straße als Sackgasse. Dort befindet sich auch der Wasserpark Währentrup, dessen Zugänge an der Ost- und Nordseite liegen. | Im Graskamp                 |
| Im Heidsiek                 | 0132                   | Die Bezeichnung Heidsiek stammt aus der Region um Jöllenbeck in Ostwestfalen und bedeutet Heide im Siek, einer feuchten Niederung. |                     | Im Heidsiek bei OpenStreetMap Die Wohnstraße im Ortsteil Helpup beginnt an der Gartenstraße, verläuft nach Nordwesten, überquert den Siekbach (einen Zufluss des Haferbachs) und endet als Sackgasse. | Im Heidsiek                 |
| Im Hermstoffel              | 0320                   | Benannt nach Herm Stoffel, einem früheren Bewohner dieses Gebiets. |                     | Im Hermstoffel bei OpenStreetMap Die Wohnstraße im Ortsteil Lipperreihe beginnt am Pollmannsweg, führt zunächst nach Westen, dann nach Nordwesten und endet in einem Kreis. Zwei Fußwege mit gleichem Namen zweigen ab. | Im Hermstoffel              |
| Im Lappenbusch              | 0145                   | Lappenbusch ist im Lippischen Plattdeutsch die Bezeichnung für ein von Buschwerk bestandenes langes schmales Stück Land und hier vermutlich ein Flurname. |                     | Im Lappenbusch bei OpenStreetMap Die kurze Wohnstraße im Ortsteil Helpup beginnt an der Währentruper Straße, führt nach Südwesten und endet als Sackgasse. | Im Lappenbusch              |
| Im Mackenbruch              | 01538                  | Der Name stammt vom ehemaligen Dorf Mackenbruch, das gemeinsam mit Währentrup und Teilen von Wellentrup zum heutigen Oerlinghauser Ortsteil Helpup gehörte. Die Endung bruch bedeutet feuchte Niederung. |                     | Im Mackenbruch bei OpenStreetMap Die Wohnstraße im Westen des Ortsteils Helpup beginnt an der Detmolder Straße, verläuft in nordöstlicher Richtung entlang des Siekbachs und trifft auf die Mackenbrucher Straße, die ab hier den Namen Im Mackenbruch übernimmt. Nach Überquerung der Bahnlinie Bielefeld-Lage endet sie an der Einmündung der Viehstraße und heißt nun Mühlenstraße. | Im Mackenbruch              |
| Im Sandkamp                 | 0273                   | Der Ausdruck Sandkamp, bezeichnet ein abgemessenes Stück Land, vornehmlich in Nordwestdeutschland, das von Sand bedeckt ist. |                     | Im Sandkamp bei OpenStreetMap Die Wohnstraße im Ortsteil Helpup beginnt an der Währentruper Straße, führt zunächst in östlicher Richtung, biegt dann scharf nach Süden ab und verläuft im weiten Bogen in südwestlicher Richtung. Kurz vor der Einmündung in die Straße Am Graskamp knickt sie nach Süden ab. | Im Sandkamp                 |
| Im Stillen Winkel           | 0360                   | Der Name soll die ruhige Wohnlage der Straße betonen. |                     | Im Stillen Winkel bei OpenStreetMap Die Wohnstraße im Ortsteil Helpup zweigt von der Straße Osterheide ab, führt nach Südosten und endet als Sackgasse. | Im Stillen Winkel           |
| Im Storm                    | 0290                   | Der Flurname Im Storm wird von Sturm hergeleitet und steht für ein offenes, windiges Gebiet. |                     | Im Storm bei OpenStreetMap Die Straße im Ortsteil Helpup beginnt an der Währentruper Straße und verläuft in südöstlicher Richtung. Sie endet kurz hinter der Brücke über den Haferbach als Sackgasse. Von dort aus führt ein Wanderweg zum Iberg. | Im Storm                    |
| Immenkamp                   | 073                    | Imme ist der poetische Name für Biene und Kamp bezeichnet ein Stück Land. |                     | Immenkamp bei OpenStreetMap Die Wohnstraße in der Südstadt zweigt vom Hudeweg nach Südosten ab und endet als Sackgasse. Mehrere parallel laufende Gehwege tragen sämtlich den gleichen Namen. | Immenkamp                   |
| Industriestraße             | 0190                   | Der Name bezieht sich auf dort angesiedelte Industrie- und Gewerbebetriebe. |                     | Industriestraße bei OpenStreetMap Die Straße im Gewerbegebiet der Südstadt beginnt am Stukenbrocker Weg, verläuft in südwestlicher Richtung und endet als Sackgasse. | Industriestraße             |
| Jahnstraße                  | 0259                   | Friedrich Ludwig Jahn (1778–1852), auch Turnvater genannt. |                     | Jahnstraße bei OpenStreetMap Die Wohn- und Geschäftsstraße im Zentrum des Ortsteils Helpup stellt eine Verbindung zwischen der Bahnhofstraße und der Gartenstraße her und verläuft in west-östlicher Richtung. In unmittelbarer Nähe befindet sich das Hallenbad. | Jahnstraße                  |
| Jugendstiege                | 051                    | Namensgebend sind ein benachbartes Jugendzentrum und ein Kindergarten, die sich beide im Verwaltungsgebäude der ehemaligen Möbelfabrik Heißenberg an der Hermannstraße befinden. |                     | Jugendstiege bei OpenStreetMap Die bergauf führende Twete stellt einen Verbindungsweg zwischen der Haupt- und der Hermannstraße dar und liegt direkt neben dem Parkplatz Amtsgarten in der Ortsmitte. | Jugendstiege                |
| Julius-Leber-Straße         | 087                    | Julius Leber (1891–1945) war ein deutscher SPD-Politiker, Reichstagsabgeordneter und Widerstandskämpfer gegen Nationalsozialismus |                     | Julius-Leber-Straße bei OpenStreetMap Die kurze Wohnstraße zweigt von der Adolf-Sültemeier-Straße nach Südwesten ab und endet als Sackgasse. Ein nach Westen führender Fußweg gehört ebenfalls zur Julius-Leber-Straße. | Julius-Leber-Straße         |
| Jägerstraße                 | 0367                   | Hier befand sich das Haus des örtlichen Jägers. |                     | Jägerstraße bei OpenStreetMap Die Wohnstraße im Zentrum der Kernstadt beginnt an der Hauptstraße, führt in westlicher Richtung leicht bergauf und mündet in die Straße Auf dem Berge am Tönsberg. | Jägerstraße                 |
| Kachtenhauser Straße        | 0719                   | Kachtenhausen, früher eine selbständige Gemeinde, gehört heute zur benachbarten lippischen Stadt Lage. |                     | Kachtenhauser Straße bei OpenStreetMap Die Straße verläuft zwischen der Flurstraße und der Straße Obersfeld direkt an der Grenze zur Gemeinde Leopoldshöhe. | Kachtenhauser Straße        |
| Kammweg                     | 0636                   | Der Name bezieht sich auf den Kamm des Tönsbergs. |                     | Kammweg bei OpenStreetMap Die Straße in der Kernstadt beginnt in Verlängerung der Straße Auf dem Berge und verläuft zunächst bergauf in südöstlicher Richtung. Sie passiert die Kumsttonne und endet am Berggasthof. Ab hier geht der asphaltierte Kammweg in den unbefestigten Hermannsweg über. | Kammweg                     |
| Karpfenweg                  | 096                    | Der Karpfen gilt als eine der bekanntesten europäischen Fischarten. |                     | Karpfenweg bei OpenStreetMap Die Wohnstraße im Ortsteil Lipperreihe zweigt in nordwestlicher Richtung von der Teichstraße ab und endet als Sackgasse. | Karpfenweg                  |
| Kiefernweg                  | 0844                   | Kiefern bilden eine Pflanzengattung der Nadelholzgewächse. |                     | Kiefernweg bei OpenStreetMap Die Wohnstraße im Ortsteil Lipperreihe beginnt an der Dalbker Straße, führt zunächst nach Norden und dann im Bogen nach Nordosten, bevor sie in die Bachstraße mündet. | Kiefernweg                  |
| Kilian-Kirchhoff-Straße     | 0163                   | Kilian Kirchhoff (1892–1944) war ein katholischer Priester, Übersetzer und Dissident. Er wurde 1944 von den Nazis hingerichtet. |                     | Kilian-Kirchhoff-Straße bei OpenStreetMap Die Wohnstraße in der Kernstadt beginnt an der Steinbruchstraße, führt nach Osten und mündet in den Hangweg. | Kilian-Kirchhoff-Straße     |
| Kirchtwete                  | 0122                   | Die Kirchtwete ist einer der ältesten Gassen in Oerlinghausen und bildete das letzte Teilstück des Weges der Kirchgänger und Verstorbenen zur Alexanderkirche. |                     | Kirchtwete bei OpenStreetMap Die Twete beginnt an der Straße Unter der Howe im Westen der Kirche. Sie führt über eine Steintreppe aufwärts, im Bogen um die Kirche herum und zum Neben- und Hauptportal der Kirche. Über eine weitere Treppe ist die Hauptstraße zu erreichen. | Kirchtwete                  |
| Kirchweg                    | 0205                   | Benannt nach dem früheren Kirch- und Leichweg, auf dem die Bewohner des Bokelfenn zur Alexanderkirche gingen. |                     | Kirchweg bei OpenStreetMap Die Wohnstraße in der Südstadt beginnt an der Adolf-Sültemeier-Straße, führt nach Südosten und endet als Sackgasse. Ein schmaler Fußweg verläuft in der Verlängerung nach Süden und stellt die Verbindung zur Heinrich-Kindsgrab-Straße her. | Kirchweg                    |
| Kleistweg                   | 085                    | Heinrich von Kleist (1777–1811) war ein deutscher Dichter und Dramatiker. |                     | Kleistweg bei OpenStreetMap Die Wohnstraße im Ortsteil Helpup beginnt am Schillerweg, führt nach Nordwesten und endet als Sackgasse. | Kleistweg                   |
| Klempnertwete               | 058                    | Benannt nach dem Handwerk des Klempners, von denen es vor 100 Jahren mindestens drei in Oerlinghausen gab. Vor der Einführung einer zentralen Wasserversorgung 1912 bestand die Arbeit des Klempners in der Installation von Pumpen und Dachrinnen, sowie diverser Blecharbeiten. |                     | Klempnertwete bei OpenStreetMap Die Twete im Zentrum der Kernstadt verbindet die Hauptstraße mit der Straße Unter der Howe und ist mit einigen Stufen ausgestattet. Sie beginnt gegenüber der Gaststätte Jägerhaus, führt zwischen Häusern Hauptstraße Nr. 36 und 38 hindurch zu den Parkplätzen an der Howe. | Klempnertwete               |
| Korl-Biegemann-Straße       | 0237                   | Korl Biegemann (1854–1937) war ein lippischer Arzt und Mundartdichter. |                     | Korl-Biegemann-Straße bei OpenStreetMap Die Wohnstraße in der Kernstadt zweigt von der Liekefettstraße in östlicher Richtung ab und endet als Sackgasse. Auf der gegenüber liegenden Seite der Liekefettstraße verläuft ein Gehweg mit dem gleichen Namen nach Westen. | Korl-Biegemann-Straße       |
| Krämertwete                 | 056                    | Der erste Krämer kam im Jahr 1580 in die damalige Dorfschaft Oerlinghausen und wurde Heinrich Krämer genannt. |                     | Krämertwete bei OpenStreetMap Die Twete in der zentralen Kernstadt beginnt an der Hauptstraße zwischen Haus Hauptstraße 24 und 26 und führt nach Norden über eine kurze Steintreppe hinab zur Straße Unter der Howe. | Krämertwete                 |
| Kurze Straße                | 092                    | Namensgebend ist die Kürze der Straße von nur 92 m. |                     | Kurze Straße bei OpenStreetMap Die Wohnstraße im Ortsteil Helpup zweigt in östlicher Richtung von der Bahnhofstraße ab und endet als Sackgasse. Ein Fußweg verbindet sie mit der Oststraße. | Kurze Straße                |
| Königsberger Straße         | 098                    | Königsberg war bis 1945 die Hauptstadt von Ostpreußen. Heute trägt die Stadt den russischen Namen Kaliningrad und ist die Hauptstadt des gleichnamigen Oblast in einer russischen Exklave. |                     | Königsberger Straße bei OpenStreetMap Die Wohnstraße in der nördlichen Kernstadt verläuft in ost-westlicher Richtung und verbindet die Detmolder mit der Breslauer Straße. | Königsberger Straße         |
| Küsterfeld                  | 0236                   | Namensgebend war der dortige Landbesitz der Küster der evangelisch-reformierten Alexanderkirche. |                     | Küsterfeld bei OpenStreetMap Die Wohnstraße in der zentralen Kernstadt beginnt an der Robert-Koch-Straße, führt in nördlicher Richtung leicht bergauf und endet an der Einmündung in die Straße Unter der Howe. Mehrere Seitenstraßen oder -wege tragen den gleichen Namen. Am Küsterfeld befindet sich die DRK-Kita Küsterfeld. | Küsterfeld                  |
| Küstertwete                 | 063                    | Sie soll an die Küster der Alexanderkirche und an die Küsterschule erinnern. Zu den Aufgaben der Küster gehörte das Läuten der Kirchenglocken und das Einsammeln der Spendengelder. Außerdem mussten sie die Orgel spielen und wurden seit dem 18. Jahrhundert auch im Schuldienst eingesetzt. |                     | Küstertwete bei OpenStreetMap Die Twete im Zentrum der Kernstadt gilt als die kürzeste Verbindung zwischen dem Kirchplatz und der Hauptstraße. | Küstertwete                 |
| Lagesche Straße             | 02557                  | Das etwa 6 km entfernte Lage ist eine Stadt im Kreis Lippe mit rund 35.000 Einwohnern im Nordosten von Oerlinghausen. |                     | Lagesche Straße bei OpenStreetMap Die Wohn- und Geschäftsstraße im Ortsteil Helpup ist Teil der Bundesstraße 66. Sie beginnt in Verlängerung der Bielefelder Straße an der Einmündung der Detmolder Straße im Westen, passiert die Helpuper Kirche und verläuft in nordöstlicher Richtung bis zur Stadtgrenze. Danach heißt sie wieder Bielefelder Straße. | Lagesche Straße             |
| Landerweg                   | 0459                   | |                     | Landerweg bei OpenStreetMap Die Wohnstraße in der Kernstadt beginnt in Verlängerung der Straße Steinbült und setzt sie nach Nordwesten fort, bis sie kurz hinter der Tunnelstraße endet. Von dort führt der Hermannsweg weiter ins Tal der Schopke. | Landerweg                   |
| Leinengasse                 | 060                    | Schon ab 1750 war Oerlinghausen ein Zentrum der Leinenherstellung und des Leinenhandels. Die Gasse entstand allerdings erst um 1970 nach Abriss eines Gebäudes an der Hauptstraße 6. | um 1970             | Leinengasse bei OpenStreetMap Die Gasse beginnt zwischen den Häusern Hauptstraße 6 und Hauptstraße 10 und führt zum Rathausplatz. | Leinengasse                 |
| Leipziger Straße            | 0107                   | Leipzig ist eine kreisfreie Großstadt im Freistaat Sachsen mit rund 520.000 Einwohnern (2012). |                     | Leipziger Straße bei OpenStreetMap Die Wohnstraße im Ortsteil Helpup ist über die Magdeburger Straße zu erreichen und erstreckt sich beiderseits der Einmündung in west-östlicher Richtung. Im Westen endet sie an der Stettiner und im Osten an der Dresdner Straße. | Leipziger Straße            |
| Lessingweg                  | 047                    | Gotthold Ephraim Lessing (1729–1781) war ein deutscher Dichter und Dramatiker. |                     | Lessingweg bei OpenStreetMap Die Wohnstraße in der Südstadt wurde als Fußweg angelegt, beginnt am Wilhelm-Busch-Weg, führt als Fußweg von West nach Ost und endet als Sackgasse. | Lessingweg                  |
| Liekefettstraße             | 0107                   | Benannt nach dem Dorfvorsteher Liekefett, der 1912 den Bau eines öffentlichen Wasserleitungsnetzes veranlasste. |                     | Liekefettstraße bei OpenStreetMap Die Wohnstraße in der Kernstadt beginnt an der Straße Auf dem Röden, führt bergauf in südlicher Richtung und mündet in die Marianne-Weber-Straße. | Liekefettstraße             |
| Lindenweg                   | 0167                   | Linden bilden eine Pflanzengattung der Unterfamilie Lindengewächse. |                     | Lindenweg bei OpenStreetMap Die Wohnstraße im Ortsteil Helpup liegt im Querriegel (Flurname) und zweigt als Stichstraße in östlicher Richtung von der Eichenstraße ab. | Lindenweg                   |
| Lortzingstraße              | 0161                   | Albert Lortzing (1801–1851) war ein deutscher Komponist, Sänger und Dirigent. |                     | Lortzingstraße bei OpenStreetMap Die Wohnstraße im Ortsteil Helpup zweigt von der Goldstraße in östlicher Richtung ab und endet als Sackgasse. Ein Fußweg führt weiter zur Straße Im Heidsiek. | Lortzingstraße              |
| Lämershagener Straße        | 01245                  | Lämershagen-Gräfinghagen ist ein Ortsteil der Stadt Bielefeld und gehört zum Stadtbezirk Stieghorst. |                     | Lämershagener Straße bei OpenStreetMap Die Landstraße gehört zur Kernstadt und beginnt als Fortsetzung der Zeppelinstraße ab deren Einmündung in die Tunnelstraße. Sie führt in nordwestlicher Richtung leicht bergauf und endet an der Stadtgrenze. Auf Bielefelder Gebiet heißt sie Oerlinghauser Straße. | Lämershagener Straße        |
| Lärchenweg                  | 0200                   | Lärchen sind eine Pflanzengattung und gehören zur Familie der Kieferngewächse. |                     | Lärchenweg bei OpenStreetMap Die Wohnstraße im Ortsteil Helpup liegt im Querriegel (Flurname) und zweigt als Stichstraße in östlicher Richtung von der Eichenstraße ab. | Lärchenweg                  |
| Lönsweg                     | 0574                   | Hermann Löns (1866–1914) war ein deutscher Journalist und Schriftsteller. |                     | Lönsweg bei OpenStreetMap Die Wohnstraße liegt am Südhang des Tönsberg in der Kernstadt. Sie beginnt am Piperweg, verläuft in südöstlicher Richtung parallel zum Kammweg und endet als Sackgasse. Hier führt ein Wanderweg weiter zum Hermannsweg. | Lönsweg                     |
| Mackenbrucher Straße        | 01482                  | Mackenbruch war eine früher selbständige Gemeinde, die heute zu Helpup und damit zur Stadt Oerlinghausen gehört. |                     | Mackenbrucher Straße bei OpenStreetMap Die Wohnstraße im Ortsteil Helpup beginnt an der Gartenstraße. Sie führt in westlicher Richtung, überquert die Goldstraße und trifft auf die Bergstraße. Nach einem kurzen Schwenk nach Norden verläuft sie weiter nach Westen, bis sie in die Straße Im Mackenbruch mündet. | Mackenbrucher Straße        |
| Magdeburger Straße          | 0192                   | Magdeburg ist die Landeshauptstadt von Sachsen-Anhalt mit rund 230.000 Einwohnern (2012). |                     | Magdeburger Straße bei OpenStreetMap Die Wohnstraße im Ortsteil Helpup beginnt in Verlängerung der Bergstraße, führt nach Nordosten und mündet in die Leipziger Straße. | Magdeburger Straße          |
| Marianne-Weber-Straße       | 0197                   | Marianne Weber (1870–1954) war eine deutsche Frauenrechtlerin und Rechtshistorikerin. |                     | Marianne-Weber-Straße bei OpenStreetMap Die Wohnstraße in der Kernstadt zweigt von der Straße Am Kalderberg ab, verläuft in südöstlicher Richtung und endet als Sackgasse. Ein Fußweg gleichen Namens führt vom Ende der Straße im Bogen zur Liekefettstraße. | Marianne-Weber-Straße       |
| Marienstraße                | 0160                   | Der Name Marie gehörte Ende des neunzehnten Jahrhunderts zu den zehn meistvergebenen Vornamen Deutschlands. Im neuen Jahrtausend war der Name sogar einmal der meistvergebene Name überhaupt. |                     | Marienstraße bei OpenStreetMap Die Wohnstraße in der Kernstadt beginnt als Einbahnstraße an der Webereistraße und verläuft nach Südwesten. Sie überquert die Zeppelinstraße und endet an einem Parkplatz. | Marienstraße                |
| Marktplatz                  |                        | Der Platz am Beginn der Marktstraße / Ecke Rathausstraße wurde 1896 angelegt und diente bis zu seiner Bebauung 1995 als Oerlinghauser Marktplatz. Von 1936 bis 1997 führte eine Treppe hinunter zum Platz. | 1896                | Marktplatz bei OpenStreetMap Der Marktplatz liegt in der Kernstadt mit einer Zufahrt von der Marktstraße. Der Platz wird heute als Parkplatz, speziell von der benachbarten Sparkasse, genutzt. Vor der Bebauung war er wesentlich größer und diente außer den Wochenmärkten für Veranstaltungen verschiedener Art. | Marktplatz                  |
| Marktstraße                 | 0707                   | Benannt nach dem Marktplatz, auf dem bis zu seiner Bebauung 1995 der Wochenmarkt abgehalten wurde. | 1896                | Marktstraße bei OpenStreetMap Die Wohnstraße in der Kernstadt beginnt an der Rathausstraße, führt in östlicher Richtung und mündet in die Detmolder Straße. Auf der Nordseite liegt die katholische Kirche St. Michael. Die Trasse der Marktstraße entspricht dem Verlauf des nach Osten führenden früheren Hellwegs, einer Post- und Landstraße, die von Bielefeld nach Detmold führte. | Marktstraße                 |
| Matthias-Claudius-Weg       | 055                    | Matthias Claudius (1740–1815) war ein deutscher Dichter und Journalist. |                     | Matthias-Claudius-Weg bei OpenStreetMap Die Wohnstraße in der Südstadt wurde als Fußweg angelegt, beginnt am Wilhelm-Raabe-Weg, führt in nördlicher Richtung und endet an einem Fußweg zwischen der Florence-Nightingale-Straße und Sennestraße. | Matthias-Claudius-Weg       |
| Memeler Weg                 | 095                    | Memel heißt heute Klaipėda und liegt in Litauen. Sie war bis 1920 die nördlichste Stadt Deutschlands. |                     | Memeler Weg bei OpenStreetMap Die Wohnstraße in der Kernstadt zweigt von der Breslauer Straße in nördlicher Richtung ab und endet als Sackgasse. | Memeler Weg                 |
| Menkhauser Weg              | 0941                   | Gut Menkhausen ist ein denkmalgeschützter ehemaliger Meierhof auf dem Gebiet der Stadt Oerlinghausen. |                     | Menkhauser Weg bei OpenStreetMap Die Wohnstraße in der Kernstadt beginnt an der Lämershagener Straße, führt zunächst nach Nordosten und knickt dann nach Nordwesten ab. Sie erreicht Gut Menkhausen und endet wenig später als Sackgasse. Die Fortsetzung bildet ein Wanderweg in östlicher Richtung, der die Tunnelstraße auf einer Fußgängerbrücke überquert und in die Straße Hanegge mündet. | Menkhauser Weg              |
| Menno-Simons-Weg            | 061                    | Menno Simons war ein niederländisch-friesischer Theologe und wurde zum Namensgeber der Mennoniten. |                     | Menno-Simons-Weg bei OpenStreetMap Der Fußweg führt von der Heinrich-Kindsgrab-Straße zum Portal der Kirche der Mennoniten-Brüdergemeinde in der Oerlinghauser Südstadt. | Menno-Simons-Weg            |
| Mittelweg                   | 0147                   | |                     | Mittelweg bei OpenStreetMap Die Wohnstraße im Ortsteil Lipperreihe beginnt an der Dalbker Straße, führt nach Süden und endet in einer Kurve, in der sie kurz hinter dem Pfarrhaus in den Brückenweg mündet. | Mittelweg                   |
| Mühlenstraße                | 01657                  | Namensgebend ist die Helpuper Mühle, die an der Straße liegt. |                     | Mühlenstraße bei OpenStreetMap Die Wohnstraße im Ortsteil Helpup ist zweigeteilt. Der erste Teil beginnt an der Bahnhofstraße, führt nach Nordwesten bis zum Mühlengebäude und endet als Sackgasse an der Grenze zur Gemeinde Leopoldshöhe, hier gleichzeitig der Verlauf der Bahnlinie Bielefeld-Lage. Der zweite Teil verbindet die vom Leopoldshöher Gebiet kommende gleichnamige Mühlenstraße mit der Straße Im Mackenbruch an der Einmündung der Viehstraße. | Mühlenstraße                |
| Niedernstraße               | 086                    | |                     | Niedernstraße bei OpenStreetMap Die Wohnstraße in der Kernstadt beginnt an der Hauptstraße und führt in nordwestlicher Richtung als Einbahnstraße hinab zur Straße Unter der Howe, in die sie einmündet. | Niedernstraße               |
| Nonengrund                  | 0292                   | Benannt nach dem Flurnamen Nonengrund oder Nonnengrund, der eine Viehsammelstelle bezeichnete. |                     | Nonengrund bei OpenStreetMap Die Wohnstraße in der Kernstadt beginnt an der Waldstraße, führt nach Westen und knickt schließlich nach Süden ab, bis sie an der Straße Grüte endet. | Nonengrund                  |
| Obere Reihe                 | 0989                   | Anfang des 17. Jahrhunderts wurden lippische Bauern an der südwestlichen Landesgrenze planmäßig angesiedelt und es entstand im Volksmund die sogenannte Lippische Reihe. Die nördlichen Siedler bildeten die Obere Reihe, die weiter südlichen die Untere Reihe. |                     | Obere Reihe bei OpenStreetMap Die Wohnstraße im Ortsteil Lipperreihe beginnt an der Bachstraße und verläuft in nordöstlicher Richtung. Kurz vor ihrem Ende knickt sie nach Osten ab und mündet in den Senner Hellweg. | Obere Reihe                 |
| Obere Senke                 | 072                    | Als Senke wird hier das Tal zwischen den Barkhauser Bergen (293 m) und dem Menkhauser Berg (271 m) bezeichnet. Zwei Seitenstraßen des Triftwegs sind danach als Obere Senke und Untere Senke benannt. |                     | Obere Senke bei OpenStreetMap Die Wohnstraße in der Kernstadt beginnt am Triftweg, verläuft in östlicher Richtung und endet als Sackgasse. | Obere Senke                 |
| Obere Straße                | 0123                   | |                     | Obere Straße bei OpenStreetMap Die Wohnstraße im Ortsteil Helpup beginnt an der Bergstraße, führt nach Südosten parallel zur Bielefelder Straße und endet als Sackgasse. | Obere Straße                |
| Oetenhauser Straße          | 02094                  | Etwa in der Mitte der gut zwei Kilometer langen Straße liegt auf der Nordseite das ehemalige Dorf Oetenhausen, das um 1490 Oetingchusen genannt wurde und vier Hofstellen umfasste. |                     | Oetenhauser Straße bei OpenStreetMap Die Kreisstraße 11 liegt in der Kernstadt und im Ortsteil Helpup und beginnt an der Detmolder Straße. Sie verläuft in östlicher Richtung, passiert das auf der Nordseite liegende Oetenhausen und mündet in die Währentruper Straße. | Oetenhauser Straße          |
| Osterheide                  | 0373                   | Heide ist die Bezeichnung für einen Landschaftstyp, der überwiegend von Heidekraut bewachsen ist. Das Gebiet liegt im Osten des Ortsteils Helpup. |                     | Osterheide bei OpenStreetMap Die Wohnstraße im Ortsteil Helpup beginnt an der Bahnhofstraße, verläuft zunächst in östlicher Richtung, bis sie nach Süden abknickt und schließlich als Sackgasse endet. Hier führt ein Fußweg weiter zur Straße Im Felde. | Osterheide                  |
| Oststraße                   | 0500                   | Die Wohnstraße liegt im Osten des Ortsteils Helpup. |                     | Oststraße bei OpenStreetMap Die Oststraße beginnt an der Lageschen Straße. Sie verläuft zunächst in nördlicher Richtung und knickt dann nach Osten und schließlich nach Nordosten ab, bis sie in die Straße Im Stillen Winkel mündet. | Oststraße                   |
| Paul-Stecker-Weg            | 0108                   | Paul Stecker war Schulleiter der Schule von Lipperreihe von 1926 bis 1966. |                     | Paul-Stecker-Weg bei OpenStreetMap Die Wohnstraße im Ortsteil Lipperreihe beginnt an der Straße Obere Reihe, verläuft zunächst nach Südosten, dann im Bogen nach Nordosten und endet als Sackgasse. Ein Fußweg führt weiter zum August-Prante-Weg. | Paul-Stecker-Weg            |
| Pfarrstraße                 | 0108                   | Namensgeber ist das evangelische Pfarrhaus neben der Alexanderkirche. |                     | Pfarrstraße bei OpenStreetMap Die Wohnstraße im Zentrum der Kernstadt beginnt am Simonsplatz und verläuft zunächst nach Südosten, bevor sie einen scharfen Knick nach Westen beschreibt. Sie passiert das Pfarrhaus und führt bergab bis zur Mündung in die Straße Unter der Howe. | Pfarrstraße                 |
| Philosophenweg              | 0731                   | Ein Philosoph oder Denker ist ein Mensch, der Antworten auf grundlegende Fragen der Menschheit sucht. |                     | Philosophenweg bei OpenStreetMap Von den oberen Stufen der Herbergsstiege zweigt der Philosophenweg in südöstlicher Richtung ab. Der Wander- und Spazierweg wurde 1896 vom neu gegründeten Heimat- und Verschönerungsverein angelegt und führt mehrere hundert Meter an der Nordseite des Tönsbergs entlang. | Oststraße                   |
| Pipenbrink                  | 0182                   | Pipen sind Rohrleitungen aus Eichenholz und Brink bedeutet erhöhte Stelle oder Hang. Die Holzrohre führten zu einer Quelle am Kalderberg, aus der die Oerlinghauser Bürger ihr Wasser bezogen. |                     | Pipenbrink bei OpenStreetMap Die Wohnstraße in der Kernstadt beginnt am Welschenweg und führt steil den Südhang des Tönsbergs empor. Sie verläuft in nordöstlicher Richtung und mündet in den Piperweg. | Pipenbrink                  |
| Piperweg                    | 01178                  | Ähnlich wie bei Pipenbrink bezieht sich der Name Piper auf hölzerne Rohrleitungen, die hier verlegt wurden, bevor auf dem Tönsberg ein Hochbehälter für eine zentrale Wasserleitung errichtet wurde. |                     | Piperweg bei OpenStreetMap Die Wohnstraße in der Kernstadt beginnt in Höhe der Jugendherberge als Verlängerung der Straße Auf dem Berge. Sie verläuft in west-östlicher Richtung parallel zum Kammweg am Südhang des Tönsbergs und endet als Sackgasse. Von dort führt ein Wanderweg weiter bis zum Hermannsweg. | Piperweg                    |
| Pollmannsweg                | 0683                   | Benannt nach dem Pollmannskrug, der sich von 1721 bis 1976 in der Nähe befand. Die Ruine wurden vor einigen Jahren abrissen und machte Neubauten Platz. |                     | Pollmannsweg bei OpenStreetMap Die Wohnstraße im Ortsteil Lipperreihe beginnt an der Schulstraße und führt in nordwestlicher Richtung. Sie beschreibt ein großes Viereck, passiert die Grundschule Lipperreihe und kehrt in Höhe der Straße Im Hermstoffel zum Ausgangspunkt zurück. Am Pollmannsweg liegen außerdem die AWO-Kita und der Sportplatz des TuS Lipperreihe. | Pollmannsweg                |
| Postweg                     | 0200                   | Namensgeber ist die Post. |                     | Postweg bei OpenStreetMap Der Fußweg in der Kernstadt beginnt an der Rathausstraße neben dem Gebäude des ehemaligen Postamts, führt nach Westen und mündet in die Ravensberger Straße. | Postweg                     |
| Rathausplatz                | 058                    | Das Gebäude am Rathausplatz dient seit 1976 als Rathaus der Stadt Oerlinghausen. |                     | Rathausplatz bei OpenStreetMap Der Platz liegt im Zentrum der Kernstadt und ist über mehrere Wege und Straßen zu erreichen (im Uhrzeigersinn): Postweg, Kinogasse, Ratsgasse, Leinengasse, Tabakgasse und Straße Rathausplatz. Das heutige Oerlinghauser Rathaus war von 1887 bis 1975 eine Schule. Auf dem Platz findet am Mittwoch und Samstag der Wochenmarkt statt. | Rathausplatz                |
| Rathausstraße               | 01311                  | Von 1933 bis 1975 war das Haus Detmolder Straße 1 / Ecke Rathausstraße das Oerlinghauser Rathaus und damit namensgebend für diese Straße. |                     | Rathausstraße bei OpenStreetMap Die Wohnstraße in der Kernstadt beginnt an der Detmolder Straße / Hauptstraße und führt zunächst nach Nordosten. Danach beschreibt sie einen großen Bogen in westlicher Richtung und mündet in die Tunnelstraße. Sie passiert das auf der Westseite liegende ehemalige Postamt und den Oerlinghauser Friedhof im Osten. Auf der Westseite befinden sich außerdem die Firmengebäude der Dr. August Oetker KG. Die Straße war vor ihrem Ausbau um 1890 ein Hohlweg und die westlich liegenden Grundstücke wurden Am Jagdstaken genannt.                                                                | Rathausstraße               |
| Ratsgasse                   | 039                    | Namensgebend ist das heutige Rathaus. |                     | Ratsgasse bei OpenStreetMap Die Gasse liegt in der Kernstadt und beginnt an der Rathausstraße zwischen den Häusern 1a und 1. Sie führt in westlicher Richtung zum Rathausplatz. | Ratsgasse                   |
| Ravensberger Straße         | 0746                   | Das Ravensberger Land ist eine Kulturlandschaft in Ostwestfalen-Lippe. |                     | Ravensberger Straße bei OpenStreetMap Die Wohnstraße in der Kernstadt beginnt an der Hauptstraße und verläuft in südlicher Richtung. Sie überquert die Zeppelinstraße, knickt nach Südwesten und später nach Westen ab und passiert das Niklas-Luhmann-Gymnasium. Sie führt schließlich unter der Tunnelstraße hindurch und mündet in den Menkhauser Weg. | Ravensberger Straße         |
| Reichenbacher Straße        | 0110                   | Reichenbach im Vogtland ist eine Stadt im südwestlichen Sachsen mit rund 19.000 (2012) Einwohnern. |                     | Reichenbacher Straße bei OpenStreetMap Die Wohnstraße in der Kernstadt beginnt an der Breslauer Straße, führt zunächst nach Südosten, knickt dann nach Südwesten ab und endet als Sackgasse. | Reichenbacher Straße        |
| Reuterstraße                | 0176                   | Erster Bürgermeister der jungen Stadt Oerlinghausen wurde 1926 August Reuter (1883–1960), der 1933 von den Nationalsozialisten des Amtes enthoben wurde. Nach dem Krieg 1945 kehrte August Reuter für kurze Zeit ins Bürgermeisteramt zurück, bis er 1946 von Heinrich Kramer abgelöst wurde. |                     | Reuterstraße bei OpenStreetMap Die Wohnstraße in der Kernstadt beginnt am Postweg und verläuft in nordöstlicher Richtung. Sie kreuzt die Zeppelinstraße, wird ab hier Einbahnstraße und mündet in die Webereistraße. | Reuterstraße                |
| Robert-Hanning-Straße       | 0612                   | Robert Hanning (1912–1977) gründete 1947 die Hanning Elektro-Werke in Oerlinghausen. |                     | Robert-Hanning-Straße bei OpenStreetMap Die Wohn- und Industriestraße in der Südstadt beginnt an der Holter Straße, führt nach Nordwesten und mündet in die Tunnelstraße. | Robert-Hanning-Straße       |
| Robert-Koch-Straße          | 01.040                 | Robert Koch (1843–1910) war ein deutscher Arzt und Mikrobiologe. Er entdeckte den Erreger der Tuberkulose. |                     | Robert-Koch-Straße bei OpenStreetMap Die Wohnstraße in der Kernstadt beginnt an der Zeppelinstraße im Norden, verläuft in südlicher Richtung vorbei am Evangelischen Altenzentrum und mündet beim Kastanienkrug in die Holter Straße. | Robert-Koch-Straße          |
| Robert-Kronfeld-Straße      | 01.526                 | Robert Kronfeld (1904–1948) war ein österreichischer Segelflugpionier und der erste Mensch, der 1929 mehr als 100 km am Stück im Segelflug zurücklegte. |                     | Robert-Kronfeld-Straße bei OpenStreetMap Die Wohnstraße in der Südstadt beginnt am Stukenbrocker Weg, verläuft zunächst nach Südosten und folgt dem südlichen Rand des Segelflugplatzes Oerlinghausen. Danach knickt sie nach Nordosten ab und führt am Ostrand des Platzes entlang. Hier liegt auf der Westseite die Segelflugschule und auf der Ostseite die Hellweg-Klinik für Suchtkranke. Sie mündet am Ende in die Straße Wistinghauser Senne. | Robert-Kronfeld-Straße      |
| Rosenstraße                 | 0321                   | Rosen sind die namensgebende Pflanzengattung der Familie der Rosengewächse und umfasst rund 250 Arten. |                     | Rosenstraße bei OpenStreetMap Die Wohnstraße im Ortsteil Helpup liegt im äußersten Norden der Stadt und beginnt in Verlängerung der Blumenstraße. Sie verläuft in nordöstlicher Richtung und endet an der Stadtgrenze als Sackgasse. Ein Feldweg führt nach Norden weiter zur Blumenstraße. | Rosenstraße                 |
| Rudolf-Diesel-Straße        | 0737                   | Rudolf Diesel (1858–1913) war ein deutscher Ingenieur und der Erfinder des Dieselmotors. |                     | Rudolf-Diesel-Straße bei OpenStreetMap Die Industriestraße in der Südstadt beginnt an der Holter Straße und führt nach Südosten. Sie mündet in eine Querstraße gleichen Namens, die sich von Südwest nach Nordost erstreckt und an beiden Enden eine Wendeschleife besitzt. Zusätzlich gibt es vier kurze Seitenstraßen in südöstlicher Richtung. | Rudolf-Diesel-Straße        |
| Schillerweg                 | 0282                   | Friedrich Schiller (1759–1805) war ein deutscher Dichter, Philosoph und Historiker. Er gilt als einer der bedeutendsten deutschsprachigen Dramatiker und Lyriker. |                     | Schillerweg bei OpenStreetMap Die Wohnstraße im Ortsteil Helpup beginnt am Ende der Goldstraße, führt nach Nordosten und endet als Sackgasse. | Schillerweg                 |
| Schleienweg                 | 080                    | Die Schleie gehört zur Ordnung der Karpfenartigen und lebt überwiegend am Grund langsam fließender oder stehender Gewässer. |                     | Schleienweg bei OpenStreetMap Die kurze Wohnstraße im Ortsteil Lipperreihe beginnt an der Teichstraße, führt nach Nordwesten und endet als Sackgasse. | Schleienweg                 |
| Schmiedetwete               | 037                    | Im 19. Jahrhundert hat es in der damaligen Dorfschaft Oerlinghausen mehrere Schmiede gegeben, das beweisen zahlreiche handgeschmiedete Gitter in den Vorgärten und an alten Grabstätten. |                     | Schmiedebrink bei OpenStreetMap Die Schmiedetwete oder auch Schmiedebrink im Zentrum der Kernstadt beginnt zwischen den Häusern Hauptstraße Nr. 29 und Nr. 31. Sie führt über Treppen bergauf an der ehemaligen Schmiede und Schlosserei Grote vorbei zum heutigen Bürgerhaus. | Schmiedetwete               |
| Schneiderbrink              | 037                    | Namensgebend war ein Vorfahre des Schneiders Hilbrink um 1840. |                     | Schmiedebrink bei OpenStreetMap Der steile Treppenweg verbindet die Hauptstraße gegenüber der Alexanderkirche mit der Tönsbergstraße. Am Schneiderbrink liegt das älteste Haus Oerlinghausens, das im Volksmund Langer Gottfried genannt wird. | Schmiedetwete               |
| Schopke                     | 0465                   | Der Menkebach wird in seinem Oberlauf Menkhauser Bach oder Schopke genannt. Er entspringt auf dem Gebiet des Gutes Menkhausen und fließt durch das Schopketal. Der Name stammt vom plattdeutschen Wort Schop für Schafe, die dort zur Tränke geführt wurden. |                     | Schopke bei OpenStreetMap Die nach der Schopke benannte Wohnstraße in der Kernstadt beginnt an der Lämerhagener Straße und verläuft bergab in südwestlicher Richtung. Sie verlässt stellenweise Oerlinghauser Stadtgebiet und endet nach mehreren Windungen am Haus Nr. 70 beim ehemaligen Schopkebad, einem bis 1975 betriebenen idyllischem Waldbad. Ein Wanderweg führt weiter am Bachlauf entlang, der hier gleichzeitig der Oerlinghauser Stadtgrenze zu Bielefeld entspricht, südwärts bis in den Ortsteil Lipperreihe. | Schopke                     |
| Schulstraße                 | 0740                   | Namensgebend ist die Grundschule Lipperreihe. |                     | Schulstraße bei OpenStreetMap Die Wohnstraße im Ortsteil Lipperreihe beginnt an der Bachstraße und verläuft in östlicher Richtung. Sie passiert die auf der Nordseite liegende Grundschule Lipperreihe, knickt schließlich nach Südosten ab und endet als Sackgasse. Eine Seitenstraße und ein Fußweg gleichen Namens führen zur Dalbker Straße. | Schulstraße                 |
| Schultwete                  | 0105                   | Namensgebend sind mehrere Schulen, die über diese Twete erreichbar sind: Heinz-Sielmann-Schule, Fröbelschule und das Niklas-Luhmann-Gymnasium. |                     | Schultwete bei OpenStreetMap Die Wohnstraße in der Kernstadt wurde als Fußweg nach dem Bau der Heinz-Sielmann-Schule 1958 angelegt und verläuft mit leichtem Gefälle von der Straße Unter der Howe bis zur Weerthstraße. Von 1803 bis 1887 gab es in unmittelbarer Nähe der Twete die Kantorschule, die nach dem Bau der Volksschule, dem heutigen Rathaus, geschlossen wurde. | Schultwete                  |
| Schwalbenweg                | 072                    | Schwalben sind eine artenreiche Familie der Ordnung Sperlingsvögel. |                     | Schwalbenweg bei OpenStreetMap Die kurze Wohnstraße im Ortsteil Lipperreihe beginnt am Pollmannsweg, verläuft nach Westen und endet als Sackgasse. | Schwalbenweg                |
| Senner Hellweg              | 0599                   | Als Hellweg wurden im Mittelalter wichtige Durchgangsstraßen für den Fernhandel bezeichnet. Hier handelt es sich um ein südlich des Teutoburger Waldes verlaufendes Teilstück des Westfälischen Hellwegs durch die Senne. |                     | Senner Hellweg bei OpenStreetMap Die Wohnstraße im Ortsteil Lipperreihe beginnt an der westlichen Stadtgrenze zu Bielefeld und verläuft in südöstlicher Richtung. Sie passiert den an der Südwestseite liegenden Bartholdskrug und mündet in die Tunnelstraße. Hinter der Kreuzung ändert sich der Name in Hellweg. | Senner Hellweg              |
| Sennestraße                 | 0599                   | Die Senne ist eine Landschaft in der Region Ostwestfalen-Lippe und liegt am Westhang des Teutoburger Waldes zwischen Bielefeld im Norden und Paderborn im Süden. |                     | Sennestraße bei OpenStreetMap Die Wohnstraße in der Südstadt beginnt am Stukenbrocker Weg, verläuft im Bogen nach Südosten und endet als Sackgasse. Vor dort führt ein Wanderweg weiter zum Segelflugplatz und in die Wistinghauser Senne. Südlich der Sennestraße liegt die sogenannte Conle-Siedlung. | Sennestraße                 |
| Simonsplatz                 | 075                    | Benannt nach dem Küfer Simon Diekmann, der dort seine Werkstatt hatte. |                     | Simonsplatz bei OpenStreetMap Der Simonsplatz liegt an der Kurve der Hauptstraße, der Nase von Oerlinghausen, und ist zusätzlich über die Pfarrstraße, Brunnentwete und eine gleichnamige Gasse von der Straße Unter der Wehme aus zu erreichen. Das markanteste Haus am Platz ist das Alte Gasthaus Nagel, ein Fachwerkhaus aus dem 18. Jahrhundert, Baudenkmal Nr. 28 in Oerlinghausen. | Simonsplatz                 |
| Sophienweg                  | 092                    | Sofie, Sophie oder Sophia ist ein weiblicher Vorname, der früher wie heute sehr häufig vergeben wird. |                     | Sophienweg bei OpenStreetMap Die Wohnstraße in der Kernstadt bildet eine Verlängerung der Webereistraße in westlicher Richtung, bevor sie nach Südwesten abknickt und als Sackgasse endet. Je zwei Seitenwege zweigen nach links und rechts ab. | Sophienweg                  |
| Sperlingsweg                | 0110                   | Unter Sperlinge wird eine Vogelfamilie zusammengefasst, die zu den Singvögeln gehört. |                     | Sperlingsweg bei OpenStreetMap Die Wohnstraße im Ortsteil Lipperreihe zweigt von der Wellbachstraße in östlicher Richtung ab und endet als Sackgasse. | Sperlingsweg                |
| Stapelager Weg              | 03.882                 | Stapelage ist ein Ortsteil von Hörste und gehört zur Stadt Lage. |                     | Stapelager Weg bei OpenStreetMap Der Stapelager Weg in der Südstadt ist anfangs eine Wohnstraße und danach ein Wanderweg, der stellenweise an der Ostgrenze der Stadt zur Gemeinde Augustdorf entlang führt und am Hermannsweg endet. | Stapelager Weg              |
| Starenweg                   | 059                    | Die Stare bilden eine artenreiche Vogelfamilie, die zu den Sperlingsvögeln gehört. |                     | Starenweg bei OpenStreetMap Die kurze Wohnstraße in Lipperreihe zweigt vom Kiefernweg in östlicher Richtung ab und endet als Sackgasse. | Starenweg                   |
| Steinbruchstraße            | 0330                   | Ein Steinbruch dient zur Gewinnung von Festgestein aus einer Gesteinslagerstätte. Die Straße führte vermutlich zu einem ehemaligen Steinbruch. |                     | Steinbruchstraße bei OpenStreetMap Die Wohnstraße in der Kernstadt beginnt an der Detmolder Straße und verläuft leicht bergauf in südlicher Richtung. Sie passiert die auf der Westseite liegende Antoniuskapelle, Baudenkmal Nr. 11 auf der Denkmalliste, und führt im Bogen nach Südosten, bis sie an einer Gabelung in die Straße Breitenkamp übergeht. | Steinbruchstraße            |
| Steinbült                   | 0619                   | Benannt nach der benachbarten Anhöhe Steinbült, die zum Menkhauser Berg gehört. |                     | Steinbült bei OpenStreetMap Die Wohnstraße in der Kernstadt beginnt an der Robert-Koch-Straße und führt im Bogen zunächst nach Westen und dann nach Nordwesten. Sie passiert den Schützenplatz und knickt anschließend nach Nordosten ab. Zwei Straßen gleichen Namens führen zurück zum Ausgangspunkt. Schöner Blick auf die Alexanderkirche und die Stadtmitte. | Steinbült                   |
| Steinweg                    | 0440                   | Der Name stammt von der unbefestigten, steinigen Oberfläche. |                     | Steinweg bei OpenStreetMap Die Wohn- und Industriestraße im Ortsteil Helpup beginnt an der Bergstraße, führt nach Osten und mündet nach einer Kurve in die Bielefelder Straße, Teil der B 66. | Steinweg                    |
| Stettiner Straße            | 0142                   | Nach der Stadt Stettin, bis 1945 Hauptstadt der preußischen Provinz Pommern, heute Hauptstadt der Woiwodschaft Westpommern in Polen und mit rund 420.000 Einwohnern die größte Stadt der Region. |                     | Stettiner Straße bei OpenStreetMap Die Wohnstraße im Ortsteil Helpup beginnt an der Leipziger Straße, führt nach Nordosten und endet am Weißen Weg. Von dort führt ein Fußweg weiter zur Bahnlinie Bielefeld-Lage, knickt nach Osten ab und mündet in den Kleistweg. | Stettiner Straße            |
| Stieglitzweg                | 0115                   | Der Stieglitz wird auch Diestelfink genannt und ist eine Vogelart aus der Familie der Finken. |                     | Stieglitzweg bei OpenStreetMap Die Wohnstraße in Lipperreihe beginnt an der Bachstraße, führt in östlicher Richtung, knickt kurz vor dem Ende nach Norden ab und endet als Sackgasse. | Stieglitzweg                |
| Stukenbrocker Weg           | 02.973                 | Stukenbrock ist ein Stadtteil der Stadt Schloß Holte-Stukenbrock im Kreis Gütersloh. |                     | Stukenbrocker Weg bei OpenStreetMap Die Wohnstraße in der Südstadt zweigt von der Holter Straße ab, führt nach Südosten und später nach Süden, passiert den Segelflugplatz an dessen Westseite und geht jenseits der südlichen Stadtgrenze in die Flugplatzstraße über. | Stukenbrocker Weg           |
| Stöhnebrink                 | 0910                   | Ehemaliger Name des Barkhauser Wegs, der sich auf die beschwerliche Steigung bezog. |                     | Stöhnebrink bei OpenStreetMap Der nach Oerlinghausen führende Barkhauser Weg war der alte Stöhnebrinksweg, der Kirch- und Leichweg der Barkhauser Bewohner und der weiteren Umgebung zur Oerlinghauser Kirche. |                             |
| Südhang                     | 0110                   | Der Name bezieht sich auf die Lage am Südhang des Ibergs (236 m), einem Berg in der Nordkette des Teutoburger Waldes. |                     | Südhang bei OpenStreetMap Die Wohnstraße im Ortsteil Währentrup beginnt an der Straße Am Iberg, führt steil bergan in nördlicher Richtung und endet als Sackgasse. | Südhang                     |
| Tabakgasse                  | 057                    | Benannt nach der Zigarrenfabrik August Gronemeyer, die sich von 1897 bis 1933 in dieser Gasse befand. |                     | Tabakgasse bei OpenStreetMap Die Gasse in der Kernstadt beginnt an der Hauptstraße zwischen den Häusern Nr. 12 und 14 und führt zum Rathausplatz. In den Jahren von 1875 und bis 1890 war die Blütezeit der Zigarrenherstellung, in der über 100 Oerlinghauser Bürger Beschäftigung fanden. | Tabakgasse                  |
| Tannenweg                   | 0155                   | Tannen bilden eine Pflanzengattung in der Familie der Kieferngewächse. |                     | Tannenweg bei OpenStreetMap Die Wohnstraße im Ortsteil Helpup liegt im Querriegel (Flurname) und zweigt als Stichstraße in östlicher Richtung von der Eichenstraße ab. | Tannenweg                   |
| Teichstraße                 | 0251                   | Namensgebend ist der zwei Hektar große Dalbker Teich jenseits der Stadtgrenze, der durch den Menkhauser Bach gespeist wird. |                     | Teichstraße bei OpenStreetMap Die Wohnstraße im Ortsteil Lipperreihe beginnt an der Wellbachstraße, führt nach Südwesten, schwenkt kurz vor ihrem Ende nach Südosten und mündet in die Dalbker Straße. | Teichstraße                 |
| Theodor-Heuss-Straße        | 0155                   | Theodor Heuß (1884–1963) war erster Bundespräsident der Bundesrepublik Deutschland. |                     | Theodor-Heuss-Straße bei OpenStreetMap Die Wohnstraße in der Südstadt führt in östlicher Richtung und endet als Wendeschleife. Zwei Fußwege zweigen nordwärts ab und münden jeweils in die Albert-Schweitzer-Straße. | Theodor-Heuss-Straße        |
| Theodor-Storm-Weg           | 035                    | Theodor Storm (1817–1888) war ein deutscher Dichter und Schriftsteller. |                     | Theodor-Storm-Weg bei OpenStreetMap Die Wohnstraße in der Südstadt führt von der Goethestraße als Fußweg südwärts und mündet in den Gerhart-Hauptmann-Weg. | Theodor-Storm-Weg           |
| Tischlertwete               | 073                    | In der ersten Hälfte des 20. Jahrhunderts hatte das Tischlergewerbe seine Blütezeit in Oerlinghausen, an die der Name erinnern soll. Um 1936 wurden in größeren und kleineren Betrieben rund 300 Tischler beschäftigt. |                     | Tischlertwete bei OpenStreetMap Die Twete im Zentrum der Kernstadt beginnt an der Hauptstraße zwischen Haus Nr. 42 und Nr. 44 und führt nordwärts über mehrere Steintreppen zur Straße Unter der Howe. | Tischlertwete               |
| Triftweg                    | 0399                   | Ein Triftweg war ein breiter Weg, auf dem das Vieh zu den Gemeindewiesen getrieben wurde. |                     | Triftweg bei OpenStreetMap Die Wohnstraße in der südlichen Kernstadt beginnt am Welschenweg, führt zunächst nach Südosten und dann im Bogen nach Süden. Sie passiert den Parkplatz am Archäologischen Freilichtmuseum und endet als Sackgasse. Ein Fußweg führt weiter zum Freibad und zur Straße Am Kalkofen. | Triftweg                    |
| Tunnelstraße                | 04.197                 | Benannt nach dem 1998 eröffneten Tunnel durch den Menkhauser Berg von 492 m Länge. |                     | Tunnelstraße bei OpenStreetMap Die Tunnelstraße beginnt an der nördlichen Stadtgrenze, führt in südlicher Richtung am westlichen Rand durch die Kernstadt und durchquert im Tunnel den Menkhauser Berg. Auf der Südseite erreicht sie den Ortsteil Lipperreihe und heißt danach bis zur Stadtgrenze Holter Straße. | Tunnelstraße                |
| Twete                       | 079                    | Bei einer Twete handelt es sich zumeist um eine nicht befahrbare schmale Gasse. |                     | Twete bei OpenStreetMap Die Twete beginnt an der Jägerstraße, führt in südlicher Richtung steil bergauf und mündet zwischen den Häusern Nr. 9 und Nr. 13 in die Hermannstraße. Sie diente den Oerlinghauser Kindern in früheren Jahren als ideale Rodelbahn. | Twete                       |
| Tönsbergstraße              | 0223                   | Benannt nach dem Tönsberg (333,4 m) im Teutoburger Wald, auf den die Straße hinaufführt. |                     | Tönsbergstraße bei OpenStreetMap Die Wohnstraße im Zentrum der Kernstadt beginnt an der Hauptstraße, führt nach rechts in südlicher Richtung bergauf und mündet nach einer Südostkehre in die Straße Auf dem Berge. An der Tönsbergstraße liegen zwei denkmalgeschützte Gebäude, das Bürgerhaus (Haus Nr. 3) und die ehemalige Synagoge (Haus Nr. 4). | Tönsbergstraße              |
| Uhlandweg                   | 070                    | Ludwig Uhland (1787–1862) war ein deutscher Dichter, Jurist und Politiker. |                     | Uhlandweg bei OpenStreetMap Die Wohnstraße in der Südstadt wurde als Fußweg angelegt, beginnt am Wilhelm-Busch-Weg und führt nach Osten. Nach einem Knick nach Norden mündet sie in die Sennestraße. | Uhlandweg                   |
| Ulmenstraße                 | 0409                   | Die Ulmen bilden eine Pflanzengattung in der Familie der Ulmengewächse |                     | Ulmenstraße bei OpenStreetMap Die Wohnstraße in der nördlichen Kernstadt beginnt an der Detmolder Straße und führt zunächst nach Südosten. Nach einer leichten Biegung verläuft sie in südlicher Richtung und mündet in die Oetenhauser Straße. | Ulmenstraße                 |
| Unter dem Menkhauser Berge  | 0614                   | Der Menkhauser Berg (271 m) ist eine Erhebung im Teutoburger Wald. |                     | Unter dem Menkhauser Berge bei OpenStreetMap Die Wohnstraße in der Südstadt beginnt an der Holter Straße, führt nach Nordwesten am Fuß des Berges entlang und endet in einer Sackgasse. Von dort führt ein Wanderweg unter der Tunnelstraße hindurch zur Brands Mühle. Eine kurze Abzweigung am Anfang der Straße verläuft nordwärts den Berg hinauf. | Unter dem Menkhauser Berge  |
| Unter der Howe              | 0612                   | Howe steht für Grabhügel. Die Straße führt unterhalb des ehemaligen Friedhofs an der Alexanderkirche entlang. |                     | Unter der Howe bei OpenStreetMap Die Wohnstraße im Zentrum der Kernstadt beginnt am Ende der Niedernstraße und führt in nordwestlicher Richtung im großen Bogen am Fuße des Tönsbergs entlang. Schließlich verläuft sie nach Osten und mündet in die Ravensberger Straße. | Unter der Howe              |
| Untere Reihe                | 0341                   | Anfang des 17. Jahrhunderts wurden lippische Bauern an der südwestlichen Landesgrenze planmäßig angesiedelt und es entstand im Volksmund die sogenannte Lippische Reihe. Die nördlichen Siedler bildeten die Obere Reihe, die weiter südlichen die Untere Reihe. |                     | Untere Reihe bei OpenStreetMap Die Wohnstraße im Ortsteil Lipperreihe beginnt an der Bachstraße, führt zunächst nach Osten, knickt dann nach Südosten ab und endet in einer Sackgasse. | Untere Reihe                |
| Untere Senke                | 088                    | Als Senke wird hier das Tal zwischen den Barkhauser Bergen (293 m) und dem Menkhauser Berg (271 m) bezeichnet. Zwei Seitenstraßen des Triftwegs sind danach als Obere Senke und Untere Senke benannt. |                     | Untere Senke bei OpenStreetMap Die Wohnstraße in der Kernstadt beginnt am Triftweg, verläuft in östlicher Richtung und endet als Sackgasse. | Untere Senke                |
| Uphofweg                    | 01.004                 | Up bedeutet im Lippischen Plattdeutsch auf, auf dem, auf den; der Weg führt also auf den Bauernhof. |                     | Uphofweg bei OpenStreetMap Der befestigte Weg im Ortsteil Helpup beginnt an der Oetenhauser Straße, führt nach Norden, danach im Bogen bergauf nach Nordosten und mündet in die Währentruper Straße. | Uphofweg                    |
| Viehstraße                  | 0612                   | Die Straße diente früher als Viehtrift, über die das Vieh auf die Weide und zurück zum Stall getrieben wurde. |                     | Viehstraße bei OpenStreetMap Die Landstraße im Ortsteil Helpup beginnt an der Straße Im Mackenbruch und führt nach Nordwesten bis zur Stadtgrenze zur Gemeinde Leopoldshöhe. Auf Leopoldshöher Gebiet behält sie den gleichen Namen bei. | Viehstraße                  |
| Von-Stauffenberg-Straße     | 0148                   | Claus Schenk Graf von Stauffenberg (1907–1944) war ein deutscher Offizier und Widerstandskämpfer gegen den Nationalsozialismus. |                     | Von-Stauffenberg-Straße bei OpenStreetMap Die Wohnstraße in der Südstadt beginnt an der Adolf-Sültemeier-Straße, führt nach Süden und endet als Sackgasse. Mehrere Fußwege gleichen Namens zweigen ab. | Von-Stauffenberg-Straße     |
| Vorm Obernberge             | 0467                   | Der Obernberg (270 m) ist eine Anhöhe nördlich des Tönsbergs im Teutoburger Wald. |                     | Vorm Obernberge bei OpenStreetMap Die Wohnstraße in der Kernstadt beginnt am Hangweg und führt zunächst nach Osten. Danach knickt sie nach Süden und anschließend nach Westen ab, bis sie den Hangweg erneut erreicht. | Vorm Obernberge             |
| Waldstraße                  | 0615                   | Namensgeber ist die Grüte, ein 29 Hektar großes bewaldetes Naturschutzgebiet, zumeist innerhalb der Stadt Oerlinghausen. |                     | Waldstraße bei OpenStreetMap Die Wohnstraße in der Kernstadt beginnt an der Marktstraße und führt zunächst nach Norden. Danach beschreibt sie ein großes Rechteck, verläuft nach Osten, dann nach Norden, später nach Westen, um zuletzt in südlicher Richtung wieder an den Ausgangspunkt zurückzukehren. | Waldstraße                  |
| Webereistraße               | 0260                   | Benannt nach der Leinenweberei, im 19. und Anfang des 20. Jahrhunderts der Haupterwerbszweig in Oerlinghausen. An dieser Straße befand sich früher die Firma Carl Weber & Co, an deren Stelle die Fa. Dr. August Oetker KG heute ein Zweigwerk errichtet hat. |                     | Webereistraße bei OpenStreetMap Die Wohnstraße in der Kernstadt beginnt an der Rathausstraße, führt nach Westen und nach einem kurzen Schwenk nach Süden wieder in westliche Richtung. In Höhe der Marienstraße geht sie in die Emilienstraße über. | Webereistraße               |
| Weerthstraße                | 0260                   | Ferdinand Weerth (1774–1836) war ein deutscher reformierter Theologe und Schulreformer in Lippe. |                     | Weerthstraße bei OpenStreetMap Die Wohnstraße in der Kernstadt beginnt an der Ravensberger Straße, führt nach Westen und endet an der Straße Gehrenberg. Auf ihrer Nordseite liegen die Heinz-Sielmann-Schule (Sekundarschule) und die Fröbelschule (Förderschule). | Weerthstraße                |
| Wehme                       | 0207                   | Wehme ist eine alte Bezeichnung für die Pfarrei. Ein Wehmeier war z. B. der Pfarrmeier, der für den Unterhalt des Pfarrers zu sorgen hatte. |                     | Wehme bei OpenStreetMap Die Wohnstraße im Zentrum der Kernstadt beginnt an der Straße Unter der Howe, führt bergab nach Westen und endet als Sackgasse. Zwei Abzweigungen gleichen Namens verlaufen nach Norden; die erste mündet in die Straße Auf der Helle, die zweite endet als Sackgasse. | Wehme                       |
| Wehrenteich                 | 0141                   | Benannt nach einem früheren Teich in dieser Gegend. |                     | Wehrenteich bei OpenStreetMap Die Wohnstraße in der südlichen Kernstadt beginnt am Triftweg, führt zunächst nach Westen, knickt dann rechtwinklig nach Süden ab und endet als Sackgasse. Ein Fußweg führt von dort bergauf zur Holter Straße. | Wehrenteich                 |
| Weißer Weg                  | 0379                   | |                     | Weißer Weg bei OpenStreetMap Die Wohnstraße in Helpup beginnt an der Mackenbrucher Straße, führt in nordöstlicher Richtung, knickt kurz vor ihrem Ende nach Osten ab und mündet in die Stettiner Straße. | Weißer Weg                  |
| Wellbachstraße              | 0893                   | |                     | Wellbachstraße bei OpenStreetMap Die Wohnstraße im Ortsteil Lipperreihe beginnt an der Holter Straße. Sie führt zunächst in westliche Richtung und knickt dann nach Nordwesten ab. An der Dalbker Straße wird sie kurz vom Kiefernweg unterbrochen, zweigt von diesem nach Nordwesten ab, führt bis zur Stadtgrenze und heißt auf Bielefelder Gebiet Huckepackweg. | Wellbachstraße              |
| Wellenbruch                 | 0176                   | Der Flurname weist auf ein Feuchtgebiet hin. Unter Bruch ist ein wasserreiches, sumpfiges Gelände zu verstehen. |                     | Wellenbruch bei OpenStreetMap Die kurze Wohnstraße in der nördlichen Kernstadt verläuft ausgehend von der Breslauer Straße nach Osten und Westen und endet jeweils als Sackgasse. Vom westlichen Ende aus führt ein Fußweg zum benachbarten Grütewald. | Wellenbruch                 |
| Wellentruper Straße         | 01.992                 | Am 1. April 1957 verlor die ehemalig selbständige Gemeinde Wellentrup Gebietsteile an die neue Gemeinde Helpup. Am 11. Dezember 1963 wurde das übrige Wellentrup in Kachtenhausen umbenannt. |                     | Wellentruper Straße bei OpenStreetMap Die Wohnstraße im Ortsteil Helpup beginnt an der Lageschen Straße, führt nach Südosten, überquert den Haferbach und erreicht die Grenze zur Stadt Lage. Danach trägt sie die Bezeichnung Hellweg. | Wellentruper Straße         |
| Welschenweg                 | 02.550                 | Welsche ist eine im Deutschen und anderen germanischen Sprachen früher übliche Bezeichnung für Angehörige romanischer Völker. |                     | Welschenweg bei OpenStreetMap Die Wohnstraße im Süden der Kernstadt beginnt an der Holter Straße, verläuft in südöstlicher Richtung und folgt dem Tal zwischen dem Tönsberg im Norden und den Barkhauser Bergen im Süden. Sie erreicht einen Waldparkplatz und führt danach in weitem Bogen steil bergauf zum Naturfreundehaus Bielefeld am Südhang des Tönsbergs. Von hier aus führen mehrere Wanderwege durch den Teutoburger Wald. | Welschenweg                 |
| Westerholter Straße         | 0664                   | Benannt nach dem Jagdschloss Holte. |                     | Westerholter Straße bei OpenStreetMap Der unbefestigte Waldweg beginnt an der Bokelfenner Straße, führt nach Südwesten über die Stadtgrenze zu Schloß Holte-Stukenbrock hinaus und mündet dort in die Forthofstraße. | Westerholter Straße         |
| Wiesenweg                   | 0664                   | Bei einer Wiese handelt es sich um landwirtschaftliches Grünland. Der Name soll an die Nutzung der Fläche vor der Bebauung erinnern. |                     | Wiesenweg bei OpenStreetMap Die Wohnstraße in der südlichen Kernstadt beginnt am Forstweg, führt nach Südosten und endet als Sackgasse. Mehrere Fußwege führen von dort weiter: Zum Welschenweg, zur Straße Am Pferdekamp und zu den Barkhauser Bergen. | Wiesenweg                   |
| Wilhelm-Busch-Weg           | 0196                   | Wilhelm Busch (1832–1908) war ein deutscher humoristischer Dichter und Zeichner. |                     | Wilhelm-Busch-Weg bei OpenStreetMap Die Wohnstraße in der Südstadt wurde als Fußweg angelegt, beginnt an der Sennestraße, führt nach Süden und mündet in den Gerhart-Hauptmann-Weg. | Wilhelm-Busch-Weg           |
| Wilhelm-Raabe-Weg           | 078                    | Wilhelm Raabe (1831–1910) war ein deutscher Schriftsteller. |                     | Wilhelm-Raabe-Weg bei OpenStreetMap Die Wohnstraße in der Südstadt wurde als Fußweg angelegt, zweigt von der Florence-Nightingale-Straße ostwärts ab und mündet in den Wilhelm-Busch-Weg. | Wilhelm-Raabe-Weg           |
| Winkelweg                   | 0311                   | Die Straße beschreibt einen rechten Winkel. |                     | Winkelweg bei OpenStreetMap Die Wohnstraße im Ortsteil Lipperreihe beginnt am Heideweg, führt nach Südwesten und knickt dann im rechten Winkel nach Südosten ab. Eine kurze Abzweigung führt zunächst nach Südosten und schwenkt anschließend nach Südwesten. Beide Straßen enden als Sackgassen. | Winkelweg                   |
| Wistinghauser Senne         | 01.472                 | Benannt nach dem Gut Wistinghausen, dessen Ländereien teilweise in der Senne lagen. |                     | Wistinghauser Senne bei OpenStreetMap Die Waldstraße in der Südstadt und im Ortsteil Helpup beginnt am östlichen Rand des Segelflugplatzes und führt nach Südosten. Sie kreuzt die Robert-Kronfeld-Straße, verläuft als unbefestigte Straße weiterhin nach Südosten und erreicht die Stadtgrenze zur Gemeinde Augustdorf und den Rand vom Truppenübungsplatz Senne. | Wistinghauser Senne         |
| Wistinghauser Straße        | 01.103                 | Die Straße führt zum Gut Wistinghausen, einem ehemaligen Meierhof. |                     | Wistinghauser Straße bei OpenStreetMap Die Straße in der Kernstadt und im Ortsteil Helpup beginnt an der Oetenhauser Straße und führt zunächst nach Süden. Anschließend biegt sie nach Osten ab und erreicht schließlich Wistinghausen. In der Fortführung erhält sie den Namen Apfelstraße. | Wistinghauser Straße        |
| Währentruper Straße         | 01.247                 | Währentrup war eine früher selbständige lippische Gemeinde. |                     | Währentruper Straße bei OpenStreetMap Die Wohnstraße im Ortsteil Helpup beginnt an der Lageschen Straße, passiert die Grundschule Helpup und führt nach Südosten. Sie durchquert das heute zum Ortsteil Helpup gehörende Währentrup im weiten Bogen, schwenkt danach in Richtung Osten und überquert die Stadtgrenze zur Stadt Lage. | Währentruper Straße         |
| Zeppelinstraße              | 0785                   | Zeppeline sind Luftschiffe, die nach ihrem Erbauer Ferdinand Graf von Zeppelin (1838–1917) benannt werden. |                     | Zeppelinstraße bei OpenStreetMap Die Wohnstraße in der Kernstadt beginnt an der Rathausstraße und verläuft in westlicher Richtung. Sie passiert das Niklas-Luhmann-Gymnasium und mündet nach der Abzweigung zur Tunnelstraße in die Lämershagener Straße. | Zeppelinstraße              |
| Zum Forsthaus               | 0435                   | Benannt nach dem Forsthaus, dem früheren Dienstsitz eines Försters. |                     | Zum Forsthaus bei OpenStreetMap Der unbefestigte Waldweg im Ortsteil Lipperreihe beginnt an der Wellbachstraße, führt zunächst in westlicher Richtung und knickt anschließend nach Süden ab. Er endet am ehemaligen Forsthaus, das an der Stadtgrenze liegt, die hier zugleich die lippische Grenze bildet. | Zum Forsthaus               |
| Zum Havergo                 | 0140                   | Im Mittelalter bezeichnete Havergo (Hafergau) die Hafergegend, während mit Wetigo (Weizengau) das Gebiet benannt wurde, in dem Weizen angebaut wurde. |                     | Zum Havergo bei OpenStreetMap Die Wohnstraße im äußersten Osten des Ortsteils Helpup beginnt an der Lageschen Straße und verläuft nach Südosten. Nach Überquerung des Haferbachs endet sie kurz vor der Stadtgrenze als Sackgasse. Ein Feldweg führt weiter südwärts nach Wellentrup. | Zum Havergo                 |
| Zum Rosenteich              | 0136                   | In zwei als Rosenteiche bezeichneten Quellbecken entspringt der Krampsbach in einem Waldgebiet im Ortsteil Lipperreihe. |                     | Zum Rosenteich bei OpenStreetMap Die Wohnstraße in Lipperreihe beginnt am Heideweg, führt nach Südwesten und endet als Sackgasse. Ein kurzer Fußweg zweigt nach Südosten ab und mündet in die Straße Hasenheide. Die Rosenteiche liegen etwa 1 km weiter südlich und sind über Wanderwege zu erreichen. | Zum Rosenteich              |
| Zur Schmiede                | 0278                   | Benannt nach einer ehemaligen Schmiede an diesem Weg. |                     | Zur Schmiede bei OpenStreetMap Die unbefestigte Waldstraße im Ortsteil Lipperreihe beginnt an der Wellbachstraße, führt nach Süden und endet kurz vor der Stadtgrenze, zugleich die Grenze des Kreises Lippe. | Zur Schmiede                |